# Ronsdorf
Ronsdorf ist ein Stadtteil und Stadtbezirk von Wuppertal mit rund 22.000 Einwohnern. (Stand 2022)
Bis zum Jahre 1929 war die Bürgermeisterei Ronsdorf eine selbstständige Stadt im gleichzeitig aufgelösten Landkreis Lennep. Zu Ronsdorf gehören auch die Ortslage Heidt sowie Erbschlö, Holthausen, Blombach und die an der Landesstraße 58 gelegene Ortschaft Linde (mit Marscheid, Groß- und Kleinsporkert und Kleinbeek).

## Politik
| Bezirksvertretungswahl Ronsdorf 2020Wahlbeteiligung: 54,7 % 403020100 32,9 %23,2 %16,2 %12,6 %6,1 %5,4 %3,7 % SPDCDUGrüneFDPAfDLinkeWfW/FWGewinne und Verlusteim Vergleich zu 2014 %p 8 6 4 2 0 −2 −4 −6 −8−10−12−14+4,9 %p−12,7 %p+3,4 %p+7,2 %p+1,8 %p+0,1 %p−4,7 %pSPDCDUGrüneFDPAfDLinkeWfW/FW |  | Sitzverteilung in der Bezirksvertretung Ronsdorf 2020Insgesamt 15 Sitze - Linke: 1 - SPD: 5 - Grüne: 2 - WfW/FW: 1 - CDU: 3 - FDP: 2 - AfD: 1 |

## Geographie

### Gliederung im Bezirk
Der Stadtbezirk Ronsdorf wird in sechs sogenannte „Quartiere“ aufgeteilt, die überwiegend keinem historischen Ursprung entsprechen, sondern in erster Linie statistischen Erhebungen dienen.
Es handelt sich hierbei um die Quartiere (dahinter die Ortslagen, Weiler und Hofschaften):
| - Stadtbezirk 9 Ronsdorf - 90 Ronsdorf-Mitte/Nord (Baur, Dorn, Holthausen und Huckenbach) - 91 Blombach-Lohsiepen (Blombach) - 92 Rehsiepen - 93 Schenkstraße - 94 Blutfinke (Heidt, Im Saalscheid und Schmittenberg) - 95 Erbschlö-Linde (Erbschlö, Linde, Jägerhaus, Großsporkert, Kleinsporkert, Kleinbeek, Marscheid, Trotzhaus und Werbsiepen) Weitere kleinere oder historische Ortslagen und Siedlungsplätze, die sich gelegentlich noch in heutigen Straßen- oder Flurnamen wiederfinden, sind in den jeweiligen Quartieren beschrieben. | Einteilung in Quartiere |

#### Rehsiepen
Das Wohngebiet „Im Rehsiepen“ liegt im Osten des Stadtteils, nahe dem Bahnhof Ronsdorf und an der Grenze zu Remscheid-Lüttringhausen. Das Stadtquartier hat 2135 Einwohner, die auf einer Fläche von 0,97 km² leben (Stand 31. Dezember 2005). Sowohl Mehr- und Einfamilienhäuser als auch meist 3- bis 4-geschossige Häuserzeilen und Hochhäuser sind vorhanden. Im Rehsiepen gibt es – abgesehen von Bolz- und Spielplätzen – nur wenige Freizeitmöglichkeiten. Im Zentrum der Siedlung gab es bis zur Schließung des Drogeriemarktes lediglich eine Einkaufsmöglichkeit. Heute gibt es nur einen Kiosk im nahegelegenen Bahnhof Wuppertal-Ronsdorf. Der großzügige Bürgersteig vor dem ehemaligen Drogeriemarkt wird als sozialer Treffpunkt genutzt. Eine weitere soziale Anlaufstation ist der Stadtteiltreff im ehemaligen Gebäude der umorganisierten römisch-katholischen Gemeinde. Das Wohngebiet wurde in den 1970er Jahren von der Bremer Treuhand erbaut und später von der Neuen Heimat übernommen und befand sich zwischenzeitlich, sofern die Gebäude nicht zu Wohneigentum umgewandelt wurden, im Eigentum der Immobiliengesellschaft GAGFAH. 2012 wurde es an ein anderes Immobilieninvestmentunternehmen veräußert. Das Wohnviertel ist mit viel Grün (Wiesen, Bäume und kleinere Parks) ausgestattet.

#### Erbschlö-Linde
Erbschlö-Linde ist ein eher ländlich geprägtes Stadtquartier der Stadt Wuppertal, das im Nordosten des Bezirks Ronsdorf liegt. Es gliedert sich in zwei Ortschaften:
- Erbschlö ist ein Weiler im Norden Ronsdorfs mit 119 Einwohnern.
- Linde ist ein Ortsteil von Wuppertal-Ronsdorf mit ca. 800 Einwohnern. Das Straßendorf liegt an der Landesstraße 58 (bis 1. Januar 2008 Bundesstraße 51) mit Anschluss an die A 1 an der Autobahnabfahrt Wuppertal-Ronsdorf/Lüttringhausen. Das Tal des Blombachs, durch das die A 1 verläuft, wird von der Blombachtalbrücke überspannt, die Linde (mit der L 58 und der Autobahnabfahrt) mit Ronsdorf, dem Lichtscheid und den westlichen Stadtteilen Wuppertals verbindet. Zu Linde gehören auch die Hofschaften Marscheid, Werbsiepen, Klein- und Großsporkert sowie Kleinbeek. Nördlich von Linde befindet sich der Staatsforst Marscheider Wald.

## Geschichte

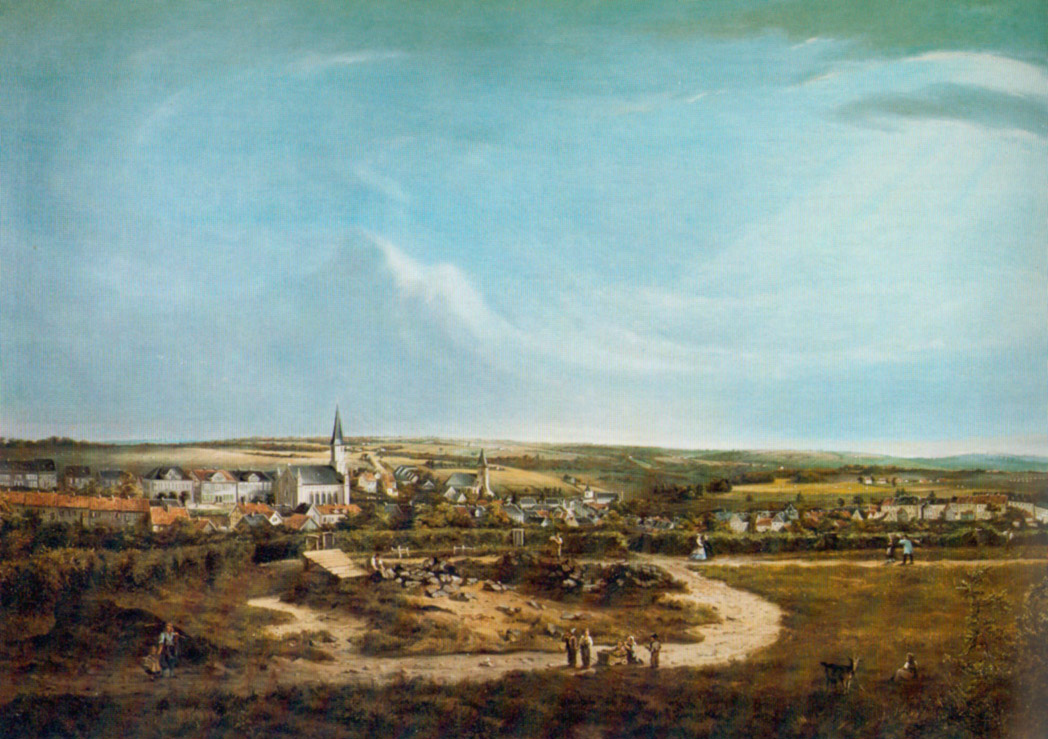
Ronsdorf von Nordwest; Johann Wilhelm Schirmer (1856)

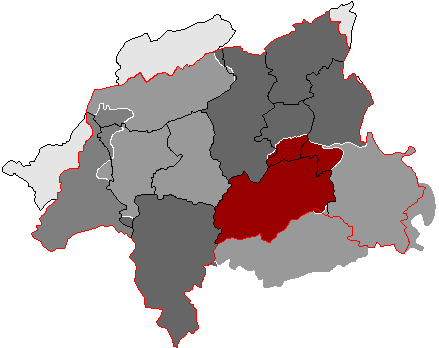
Gebiet Ronsdorfs vor der Gründung Wuppertals

### Anfänge

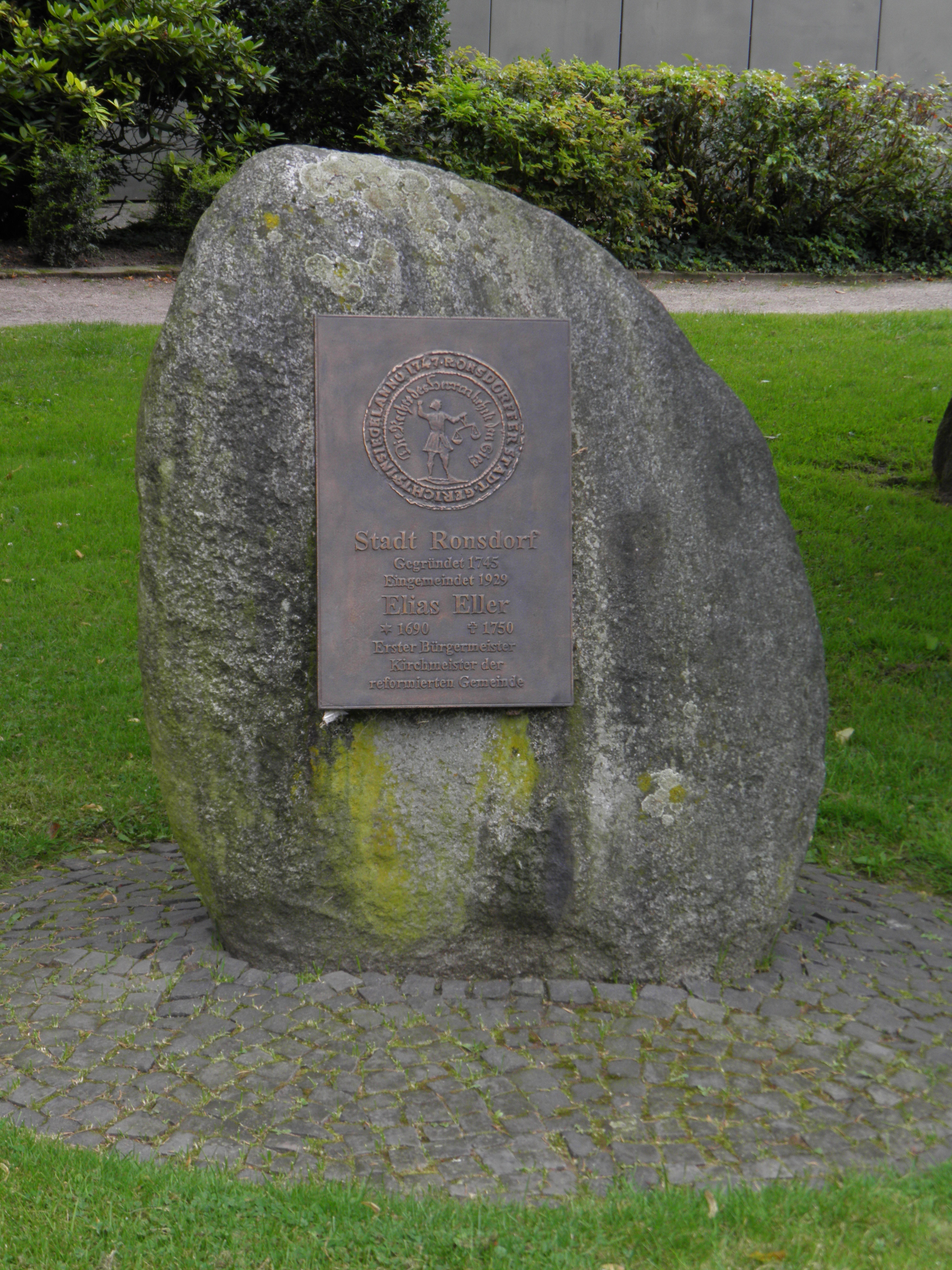
Gedenkstein zur Erinnerung an Elias Eller in der Ortsmitte

Ronsdorf wurde erstmals im Jahre 1494 durch „Johann von Ronsdorp“ urkundlich erwähnt (bei dem bereits 1245 in den Kölner Schreinsbüchern genannten „Rumsdorp“ handelt es sich wahrscheinlich um eine andere Siedlung, etwa Rondorf, heute Stadtteil von Köln). Der damalige Hof gehörte bis 1729 zur Honschaft Erbschlö, die wiederum seit dem 12./13. Jahrhundert im Kirchspiel Lüttringhausen lag. 1407 wurde das Kirchspiel Lüttringhausen vom bergischen Amt Bornefeld abgespalten und kam mit Ronsdorf zum Amt Beyenburg, dem es bis 1806 angehörte. Um 1600 wurde in einer Eisenhütte Eisenerz geschmolzen, wovon sich der Name Hütte für einen Ronsdorfer Ortsteil ableitet.
Der eigentliche Stadtgründer Ronsdorfs war Elias Eller, geboren 1690 auf dem Hof Ronsdorf, und später Werkführer in der Florettbandfabrik seiner ersten Ehefrau Katharina Bolckhaus in Elberfeld. Um Eller und seine zweite Frau, die sogenannte Prophetin Anna Catharina vom Büchel, bildete sich innerhalb der Evangelisch-reformierten Gemeinde Elberfeld die Philadelphische Societät, die dem radikalen Pietismus zuzurechnen war. Die Ronsdorfer Hirtentasche enthält Aufzeichnungen über die spirituellen Inspirationen und Eingebungen vom Büchels.
Eller kaufte 1737 einen Teil seines früheren Familienhofes Ronsdorf von seinem Bruder Samuel sowie andere angrenzende Grundstücke jenseits der Grenze von Elberfeld, wo er eine Siedlung nach dem Vorbild des biblischen Lagers der Israeliten errichtete. Auch seine Bandfabrik wurde hierhin verlagert, womit Eller in Ronsdorf das Textilgewerbe einführte. Aus Elberfeld und dem bergischen Umland setzte ein Exodus-artiger Auszug der von der Reformierten Kirche abgespaltenen Gemeinde der Zioniten in das als Neues Jerusalem propagierte Ronsdorf ein. Eller wurde von Daniel Schleyermacher und Peter Wülffing, beide Prediger in der als Ellerianische Sekte, Ellerische Rotte oder Ronsdorfer Sekte bezeichneten Gemeinde, unterstützt.
1741 genehmigte der damalige Düsseldorfer Landesherr, Kurfürst und Herzog Karl Philipp von der Pfalz, die Gründung einer eigenen Kirchengemeinde und des dazugehörigen Kirchspiels Ronsdorf. Eller stiftete auch das Grundstück für den Bau eines Kirchhauses, das ein Jahr später, am 5. September 1742, eingeweiht werden konnte. Dank Ellers guter Beziehungen zum preußischen Hof – König Friedrich II. hatte ihn zum preußischen Residenten und „Vorsteher aller Protestanten“ im Herzogtum Jülich-Berg ernannt – bekam Ronsdorf schon 1745 die Stadtrechte vom neuen Landesherrn Kurfürst Karl Theodor verliehen. Der Kurfürst besuchte kurz darauf auch die junge Stadt. Daran erinnert noch heute die Kurfürstenstraße. Eller wurde 1747 zum ersten Bürgermeister gewählt und starb 1750. Nach dem Tod Ellers nahm der Verfall der Glaubensgemeinschaft unter seinen zerstrittenen Nachfolgern immer mehr zu, und letztendlich wurde am 31. Mai 1768 die Gemeinde wieder in die reformierte Landeskirche aufgenommen.
1748 erhielt Ronsdorf das Recht auf den Bau einer eigenen Wasser- oder Windmühle. Der Rat der Stadt entschied sich für eine Wassermühle, die in Höhe der Straße Kornmühle am Leyerbach lag. Zuvor musste das Getreide Ronsdorfs und der umgebenden Höfe in den herzoglichen Bannmühlen (Beyenburger Mühle und ab 1565 Leyermühle) gemahlen werden. Aufgrund des ständigen Wassermangels am Leyerbach wurde die Mühle nur wenige Jahre später wieder veräußert.

### 19. und frühes 20. Jahrhundert
Als Teil des von Napoleon beherrschten und von seinem Schwager Joachim Murat verwalteten Großherzogtums Berg war Ronsdorf 1806–1813 Hauptort des Kantons Ronsdorf. Im Jahre 1816 ging Ronsdorf an den preußischen Kreis Lennep über.
1849 beteiligten sich Ronsdorfer Bürger am Elberfelder Aufstand vor dem Hintergrund der Nichtanerkennung der Frankfurter Reichsverfassung durch die preußische Staatsführung. Am 28. August 1856 erhielt Ronsdorf unter preußischer Herrschaft die Stadtrechte.
Am 22. Mai 1864 hielt Ferdinand Lassalle, der „eigentliche Begründer der Sozialdemokratie“, (nur wenige Wochen vor seinem Tod bei einem Duell in Carouge bei Genf) seine letzte öffentliche Ansprache. Es war die Ronsdorfer Rede vor etwa 2000 Zuhörern in Ronsdorf. Als Anlass ergab sich das erste Stiftungsfest des „Allgemeinen Deutschen Arbeitervereins“ im Saal der Gaststätte von Abraham Mesenholl, wo heute noch am Neubau des Hauses Remscheider Straße 24 eine Erinnerungstafel zu sehen ist. Ferner wurde im Ort ein Straßenzug seitlich der Lüttringhauser Straße nach Ferdinand Lassalle benannt.
Am 29. Juli 1929 wurde Ronsdorf zusammen mit Barmen, Beyenburg, Cronenberg, Elberfeld und Vohwinkel als ein Stadtteil in die seinerzeit neugegründete Stadt Wuppertal eingemeindet.

### Zweiter Weltkrieg
In der Nacht vom 29. zum 30. Mai 1943 wurde Ronsdorf durch einen alliierten Luftangriff auf Wuppertal stark getroffen. Dieser Luftangriff galt eigentlich den Stadtteilen Vohwinkel und Elberfeld, aufgrund eines deutschen Abwehrmanövers wurden die britischen Bomber jedoch von ihrem geplanten Kurs abgelenkt und verwechselten Ronsdorf mit Vohwinkel. Ganze Reihen von Fachwerkhäusern brannten innerhalb von 20 bis 30 Minuten nieder.
Das Stadtbild im Ronsdorfer Zentrum wurde von einheitlichen zwei- bis dreigeschossigen verschieferten Wohnhäusern geprägt, die bei diesem Luftangriff weitgehend zerstört wurden. Aus der erhaltenen Substanz sind die Rektoratsschule, das Postamt Ronsdorf, die Bandwirkerschule, die Lutherkirche und die Reformierte Kirche erwähnenswert.
Am 15. April 1945 standen alliierte Einheiten kurz vor Ronsdorf. Zur „Verteidigung“ der Stadt hatte der Volkssturm noch Bäume gefällt und damit Panzersperren errichtet. Die hierzu herangezogenen Personen sollten sich danach bewaffnet in Richtung Clarenbach aufmachen, um diese „letzte Schlacht“ zu führen. Ronsdorf wurde letztendlich kampflos den amerikanischen Truppen übergeben, die am 13./14. April 1945 mit Panzern und Jeeps über Ronsdorf ins Wuppertal einzogen. Einen Tag später besetzen amerikanische Kampftruppen der 78. Infanteriedivision Ronsdorf. Die ersten Panzer erreichten gegen 14 Uhr aus Richtung Wermelskirchen kommend die Stadtgrenze und zogen über die Remscheider Straße und über Langenhaus, Rädchen, Heidt, Holthausen ein.

#### In Memoriam
Als späte Erinnerung an die von den Nationalsozialisten deportierten und ermordeten Mitbürger Ronsdorfs werden Stolpersteine vor ihren letzten Wohnstätten verlegt. Am Aufgang zum Verwaltungshaus befindet sich eine Gedenktafel mit den Namen der Opfer.

### Nachkriegszeit
Nach dem Zweiten Weltkrieg wurde im April 1945 im Verwaltungsgebäude des Kabelwerkes Reinshagen die amerikanische Ortskommandantur eingerichtet. Erst im März 1946 konnte Ronsdorf mit Cronenberg und Langerfeld wieder in geringem Umfang mit Gas beliefert werden. Nach der anfänglichen großen Not in der Nachkriegszeit wurde das zerstörte Ronsdorf wieder aufgebaut. Bis 1948 wurden 12.000 Kubikmeter Schutt und Trümmer beseitigt. Mit der Währungsreform 1948 begann der wirtschaftliche Aufschwung.

### Wappen

Ronsdorfer Wappen

Das historische Wappen der Stadt Ronsdorf zeigt den Bergischen Löwen auf weißem Grund, mit dem Gesicht nach (heraldisch) links. In den Pranken hält er ein Emblem mit den Worten „Der Herr mit uns“. Die ungewöhnliche Blickrichtung des Bergischen Löwen soll auf die Umstände zurückgehen, unter denen nach Fürsprache des preußischen Königs Ronsdorf 1745 die Stadtrechte erhielt. Nach Lothar König „entsprach die biblische Inschrift des Schildes dem Geist der Gründer von ‚Zion‘ , der Löwe dagegen schaut rückwärts, dem Spruch abgewandt. Böse Zungen behaupten, dass er [der Gründer] heidnisch wäre und deshalb mit der Inschrift nichts zu tun haben wollte.“

### Einwohnerentwicklung

Einwohnerentwicklung von Ronsdorf von 1750 bis 2021

Einwohnerentwicklung seit 1750:
| Jahr | Einwohner |
| ---- | --------- |
| 1750 | 785       |
| 1815 | 2.222     |
| 1843 | 6.729     |
| 1871 | 8.672     |
| 1880 | 10.100    |
| 1900 | 13.297    |
| 1910 | 15.365    |
| 1925 | 15.174    |
| 1946 | 13.813    |
| 1950 | 17.512    |
| 1990 | 23.694    |
| 1999 | 22.707    |

| Jahr | Einwohner |
| ---- | --------- |
| 2000 | 22.584    |
| 2001 | 22.387    |
| 2002 | 22.261    |
| 2003 | 22.163    |
| 2004 | 21.948    |
| 2005 | 21.776    |
| 2006 | 21.685    |
| 2007 | 21.548    |
| 2008 | 22.833    |
| 2009 | 22.786    |
| 2014 | 20.907    |
| 2021 | 21.858    |

## Politik
Ronsdorf gehört seit 2002 zusammen mit den kreisfreien Städten Solingen und Remscheid sowie mit dem Wuppertaler Stadtteil Cronenberg zum Bundestagswahlkreis Solingen – Remscheid – Wuppertal II (Wahlkreis 104). Direkt gewählter Abgeordneter im Bundestag ist Ingo Schäfer (SPD). Bei der Wahl zum Landtag gehört Ronsdorf zusammen mit den Stadtbezirken Barmen (teilweise), Oberbarmen, Heckinghausen und Langerfeld-Beyenburg zum Wahlbezirk Wuppertal I. Abgeordneter ist Andreas Bialas (SPD).
Der Stadtbezirk stellt zwei direkt gewählte Abgeordnete für den Wuppertaler Stadtrat. Diese werden in den Kommunalwahlbezirken Ronsdorf-West und -Ost direkt gewählt. Daneben gibt es noch weitere Abgeordnete, die über die Parteilisten Sitze im Stadtrat erhalten haben. Die Ronsdorfer Bezirksvertretung besteht aus 15 Abgeordneten: 5 SPD, 3 CDU,  2 Bündnis 90/Die Grünen, 1 WfW,1 Die Linke, 2 FDP, 1 Alternative für Deutschland. Der Bezirksbürgermeister ist Harald Scheuermann-Giskes von der SPD, sein Stellvertreter ist Damir Reich von der CDU.
(alle Angaben Stand Oktober 2023)

## Wirtschaft
Neben der Textilindustrie, insbesondere der Bandwirkerei, war das schon im Mittelalter entstandene eisenverarbeitende Gewerbe der wichtigste Wirtschaftszweig in Ronsdorf. Ronsdorf beherbergt heute noch einige bedeutende Industriebetriebe wie z. B. die Brose Fahrzeugteile GmbH als Zulieferer der Automobilindustrie sowie den Kabelhersteller Draka oder die Textilfirmen „Gebrüder Jaeger GmbH“ und „J.H. vom Baur Sohn GmbH & Co. KG“ (Nennung nur exemplarisch).
Etliche ehemals innerstädtisch gelegene Industrieunternehmen wurden in den drei letzten Jahrzehnten geschlossen oder neu am Stadtrand angesiedelt. Auf den frei gewordenen Flächen ist überwiegend Wohnbebauung entstanden oder es wurden Supermärkte/Discounter gebaut. Seit den 1970er Jahren wurden innerhalb der Stadtteilgrenzen die beiden Gewerbegebiete „Ronsdorf“ im Norden mit der Otto-Hahn-Straße und „Mühle“ (im Süden mit Rosenthalstraße und Paul-Defke-Straße) erschlossen. Ein drittes Gewerbegebiet im „Engineering Park Wuppertal“ nördlich der Parkstraße mit dem Erich-Hoepner-Ring befindet sich seit 2010 im Entstehen. Dienstleistungsunternehmen und Angehörige der Freien Berufe haben sich seit 2017  im Coworking-Space an der Remscheider Straße 43–45 angesiedelt.

## Infrastruktur

### Verkehr

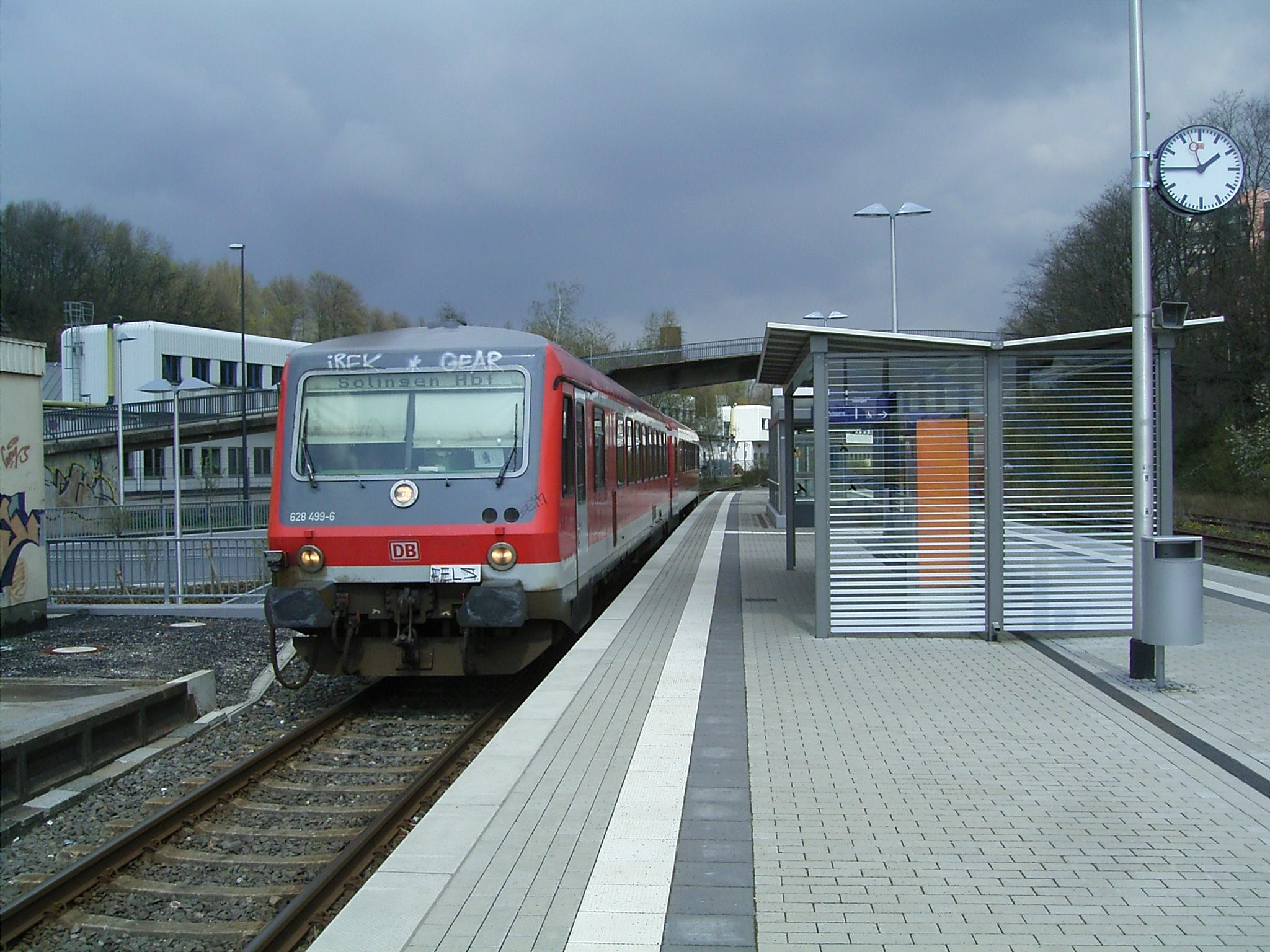
Bahnhof Wuppertal-Ronsdorf

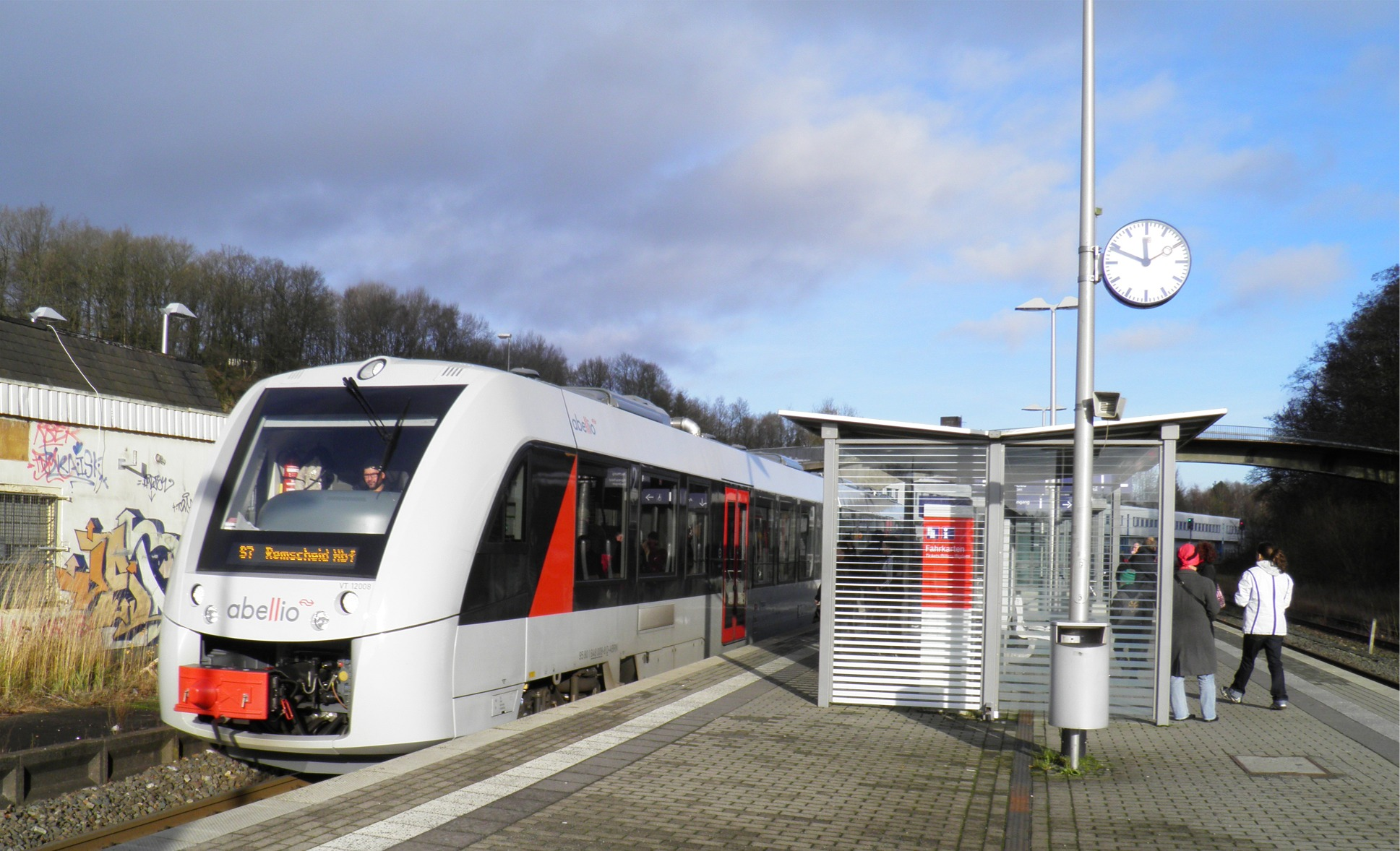
Zug von Abellio hält in Ronsdorf

- Straßenverkehr

Ronsdorf besitzt eine Autobahnauffahrt (Wuppertal-Ronsdorf (Nr. 94)) an der A 1. Durch den Ortsteil Linde führt die Landesstraße 58 (ehemals Bundesstraße 51), die die Autobahnauffahrt Wuppertal-Ronsdorf anbindet. Am nördlichen Rand von Ronsdorf verläuft die Landesstraße 419 als Autobahnzubringer, die den Lichtscheid mit der L 58 verbindet und über die Blombachtalbrücke führt.
- Schienenverkehr

Der etwas außerhalb des Zentrums nahe der Wohnsiedlung Rehsiepen gelegene Bahnhof Wuppertal-Ronsdorf wird im 20-Minuten-Takt von der S-Bahn-Linie S 7 (Der Müngstener) der Vias Rail angefahren. Die Züge verkehren von hier aus über die Bahnstrecke Wuppertal-Oberbarmen–Opladen Richtung Solingen Hbf bzw. Wuppertal Hbf, wo Anschluss an das IC- bzw. ICE-Netz der DB besteht.
Die Ronsdorf-Müngstener Eisenbahn sowie die aus ihr hervorgegangenen Straßenbahnverbindungen nach Elberfeld, Barmen, zum Bahnhof und nach Remscheid (bis „Schöne Aussicht“) wurden in der Zeit vom 6. September 1956 bis zum 6. September 1959 stillgelegt, abgebaut und durch Buslinien ersetzt.
- Busverkehr

Unmittelbar mit der Einstellung der einzelnen Straßenbahnlinien erfolgte die Umstellung auf Busbetrieb. Eine Besonderheit hierbei war die Linie 10 B, die bis zur Umstellung auf Dieselbusbetrieb am 28. Februar 1971 mit Oberleitungsbussen befahren wurde und vom Stadtbahnhof über Lichtscheid, Toelleturm und Alter Markt bis zum Bahnhof Barmen verlief.
Heute verbinden die Schnellbuslinien CE 61 und CE 62 Ronsdorf auf direktem Wege mit den Zentren von Barmen und Elberfeld. Die Stadtbuslinien 620, 630, 640, 646 (nur zeitweise, ohne Anbindung der Ronsdorfer Innenstadt) und 670 verbinden die Randgebiete mit dem Ronsdorfer Zentrum und weiter mit Elberfeld, Hahnerberg, Barmen, Oberbarmen und Remscheid. Die Buslinie 650 verkehrt im Stundentakt zwischen der Helios Klinik Bergisch-Land und Ronsdorf und ermöglicht somit den Rehabilitanden durch Umsteigen in die Buslinie 620 die Weiterfahrt in die Wuppertaler City.
Durch den Ortsteil Linde verkehrt mindestens stündlich die Linie 636 zwischen Oberbarmen und Lüttringhausen.
Seit dem 16. Oktober 2006 können mit einem Bürgerbus bisher nicht direkt angeschlossene Wohngebiete wie z. B. die Linde erreicht werden.
Außerhalb der Hauptverkehrszeiten werden die Außenlagen von einem Anrufsammeltaxi bedient. Nachts an den Wochenenden verbinden zwei Nachtexpresslinien Ronsdorf mit Wuppertal-Elberfeld und Remscheid.

### Bauwerke

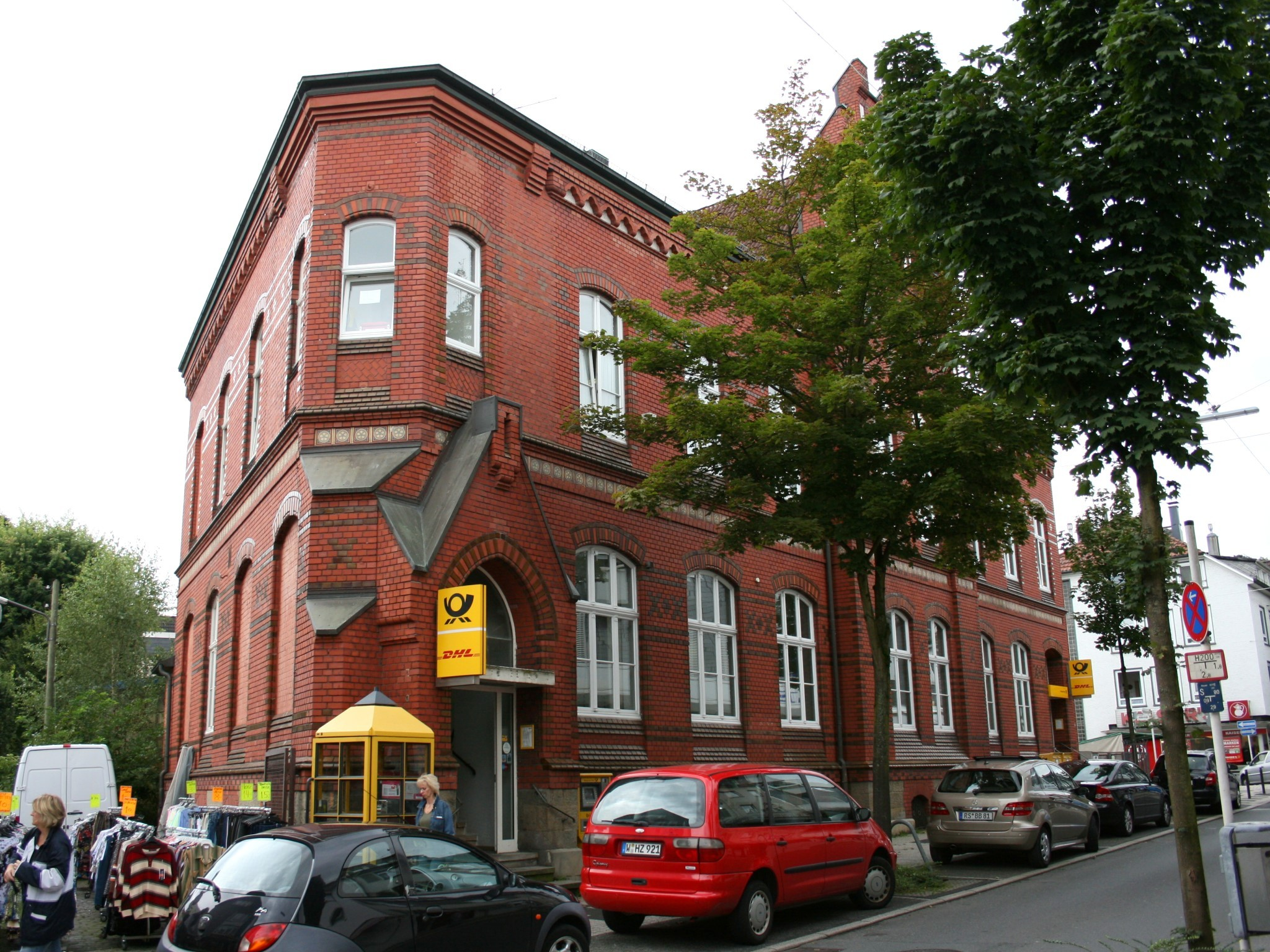
Postamt

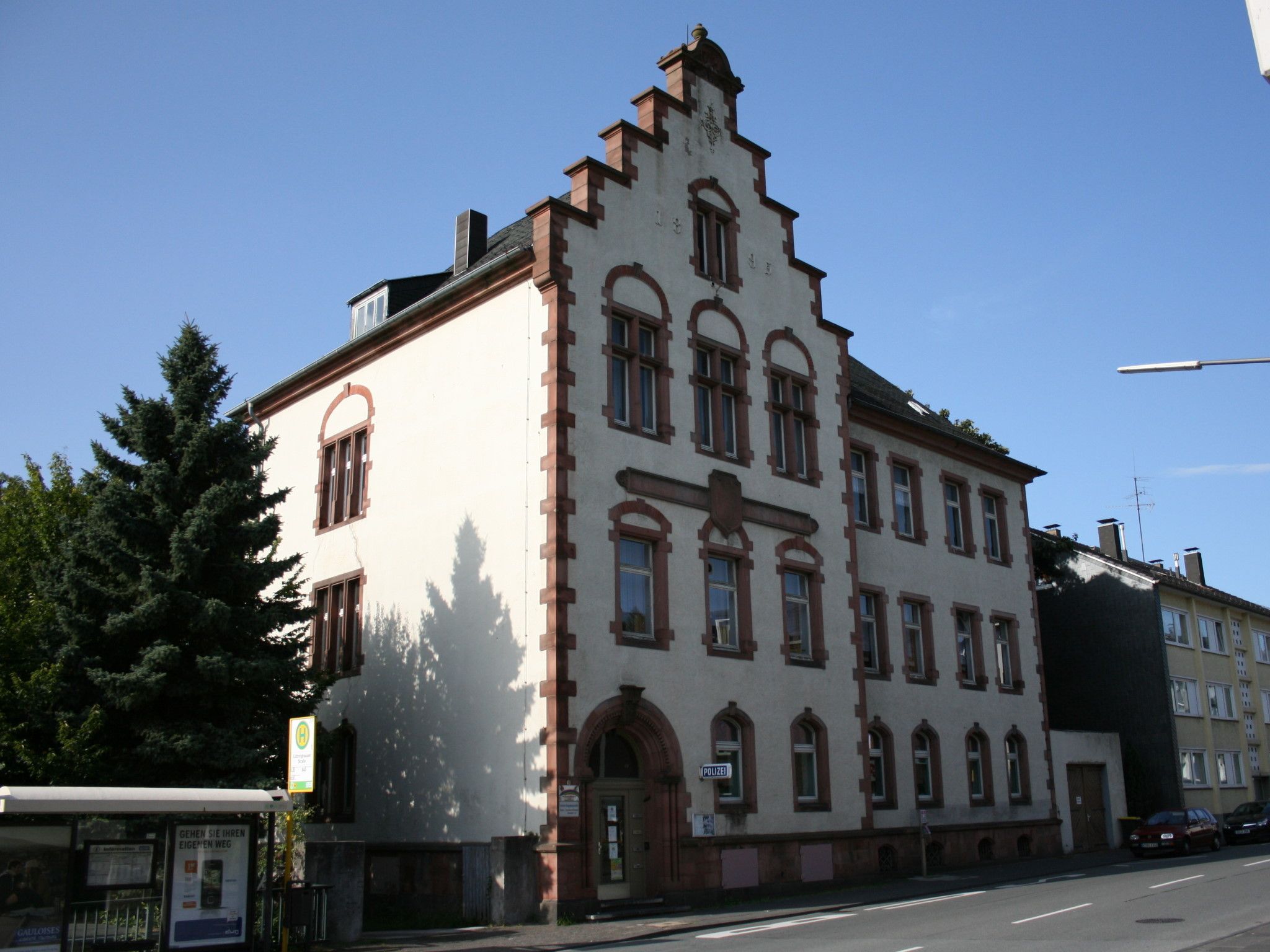
Wuppertal Ronsdorf, ehemaliges Amtsgericht

Das Postamt, Lüttringhauser Straße, ist im Wilhelminischen Stil gehalten und wurde von 1893 an bis zum November 2010 als Postamt genutzt.

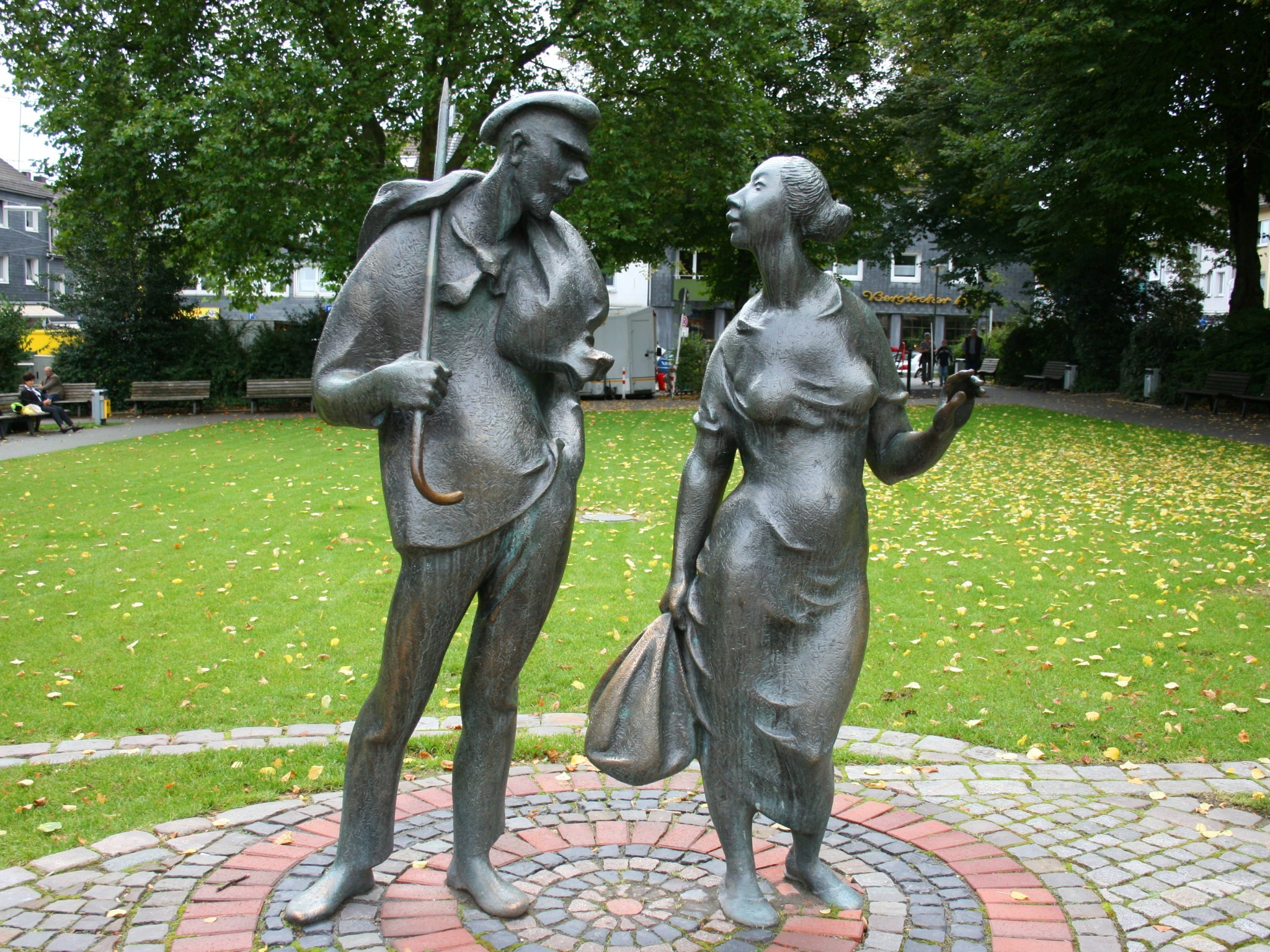
Bandwirker-Denkmal

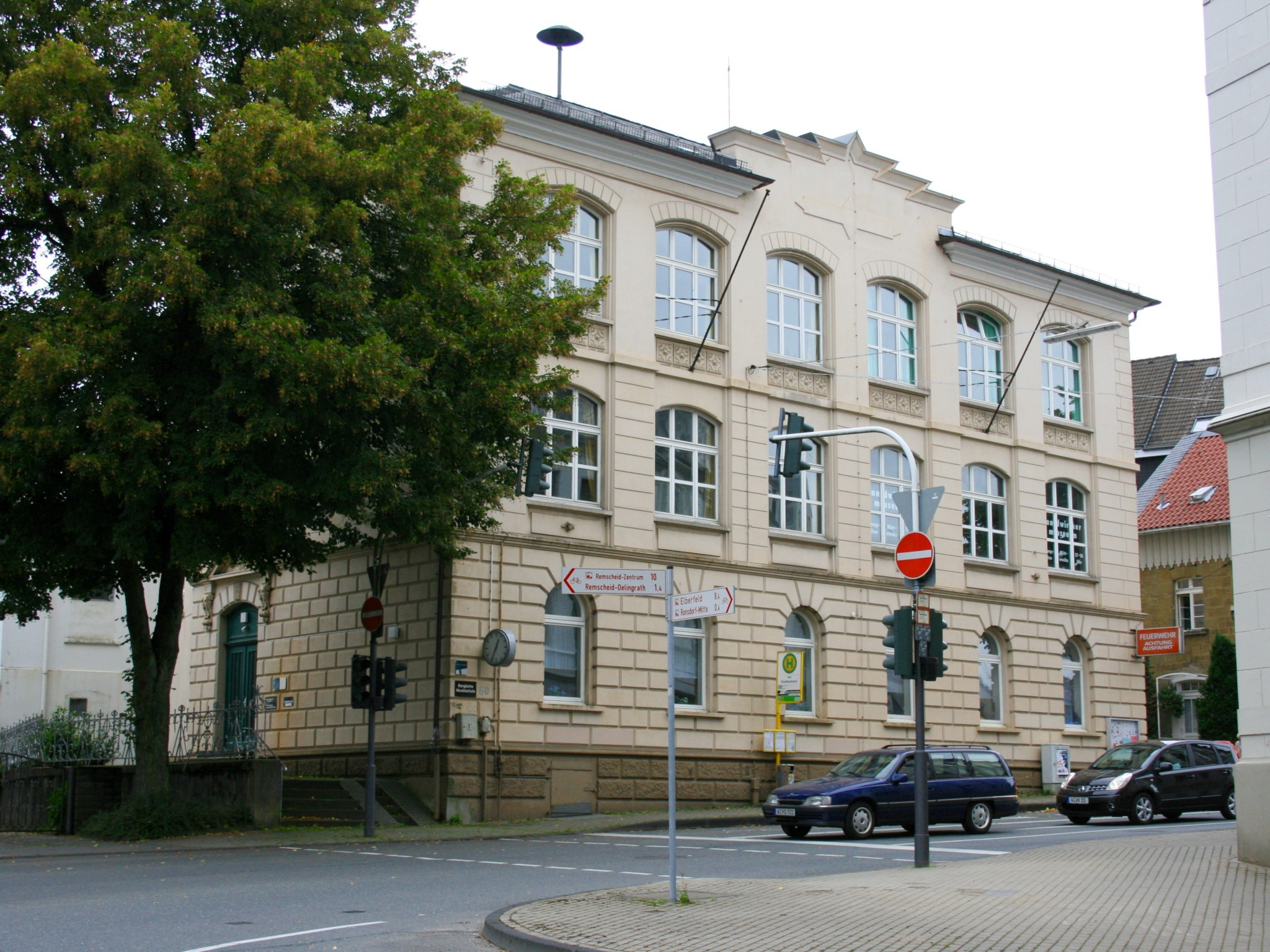
Bandwirkermuseum

Das Amtsgericht an der Erbschlöer Straße hatte diese Funktion bis 1932. Es steht heute unter Denkmalschutz und beherbergt die Versammlungsräume des DRK und des Sozialen Hilfswerks. Das Verwaltungshaus am Bandwirkerplatz, eingeweiht im Juli 1959, prägte bis zu seinem Abriss Ende 2005 das Ortsbild. An seiner Stelle wurde am 1. Februar 2007 ein von einem privaten Investor neu errichtetes Gebäude eingeweiht, in dem unter anderem die Büros der Verwaltung und die Stadtteilbibliothek untergebracht sind.
Das Bandwirker-Denkmal am Verwaltungshaus, zwischen Markt- und Staasstraße, wurde von dem Remscheider Bildhauer Max Kratz geschaffenen. Die Einweihung des Denkmals erfolgte am 30. Mai 1980 durch den damaligen Ministerpräsidenten von Nordrhein-Westfalen, Johannes Rau.
Das Bandwirkermuseum an der Remscheider Straße ist eine ehemalige Fachschule des Bandwirkerwesens.

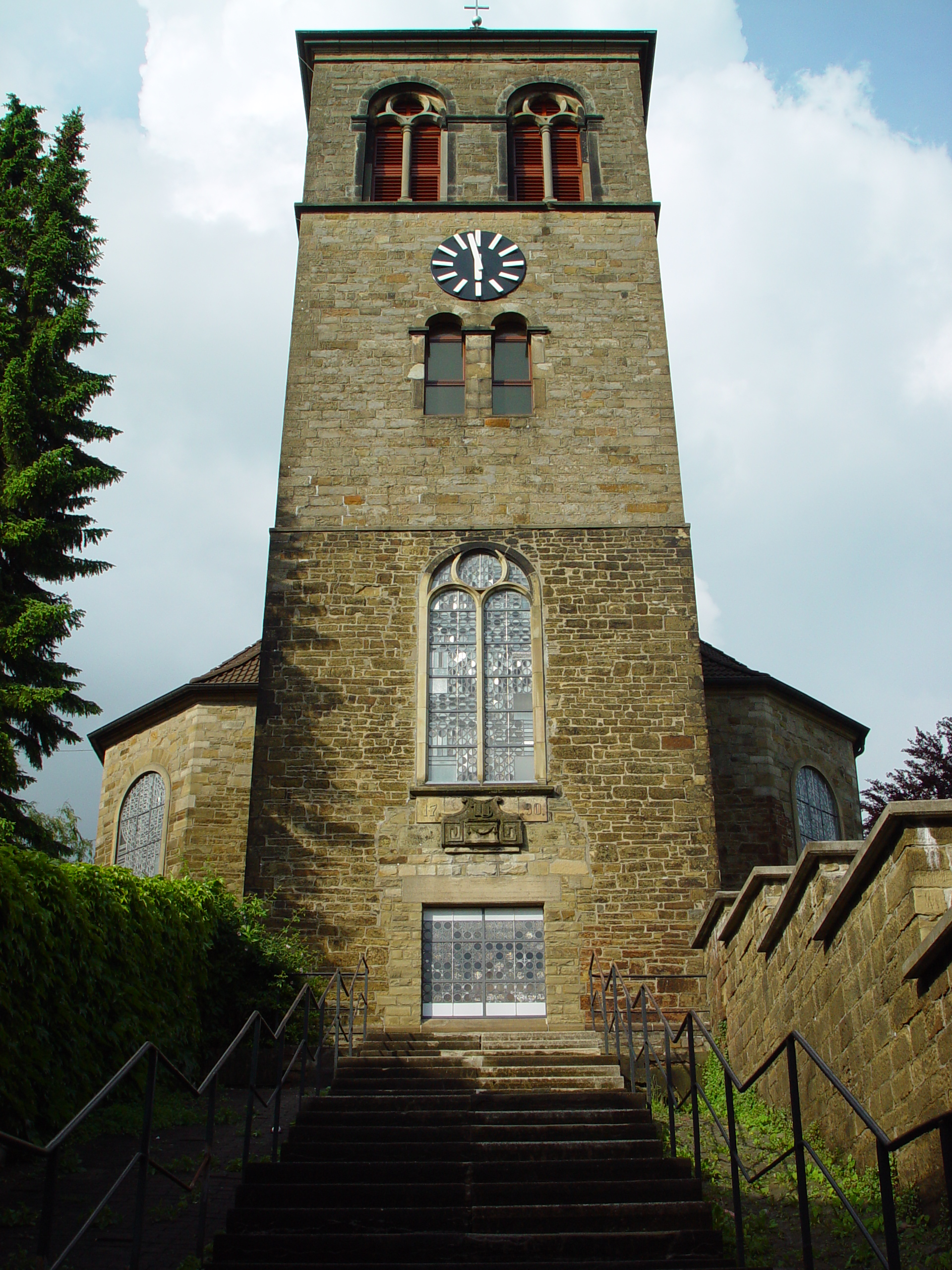
Lutherkirche

Die Lutherkirche in der Bandwirkerstraße wurde am ersten Advent 1793 feierlich ihrer Bestimmung übergeben. Zunächst bestand das Gotteshaus lediglich aus dem Saalbau, bis 1824 der markante quadratische Turm dazu kam, der bis zu der Bombardierung im Zweiten Weltkrieg noch ein hoch aufragendes Dach besaß. Die Kirche liegt auf einer Anhöhe über dem Marktplatz und ist ein dominierendes Merkmal des Ronsdorfer Stadtbildes.

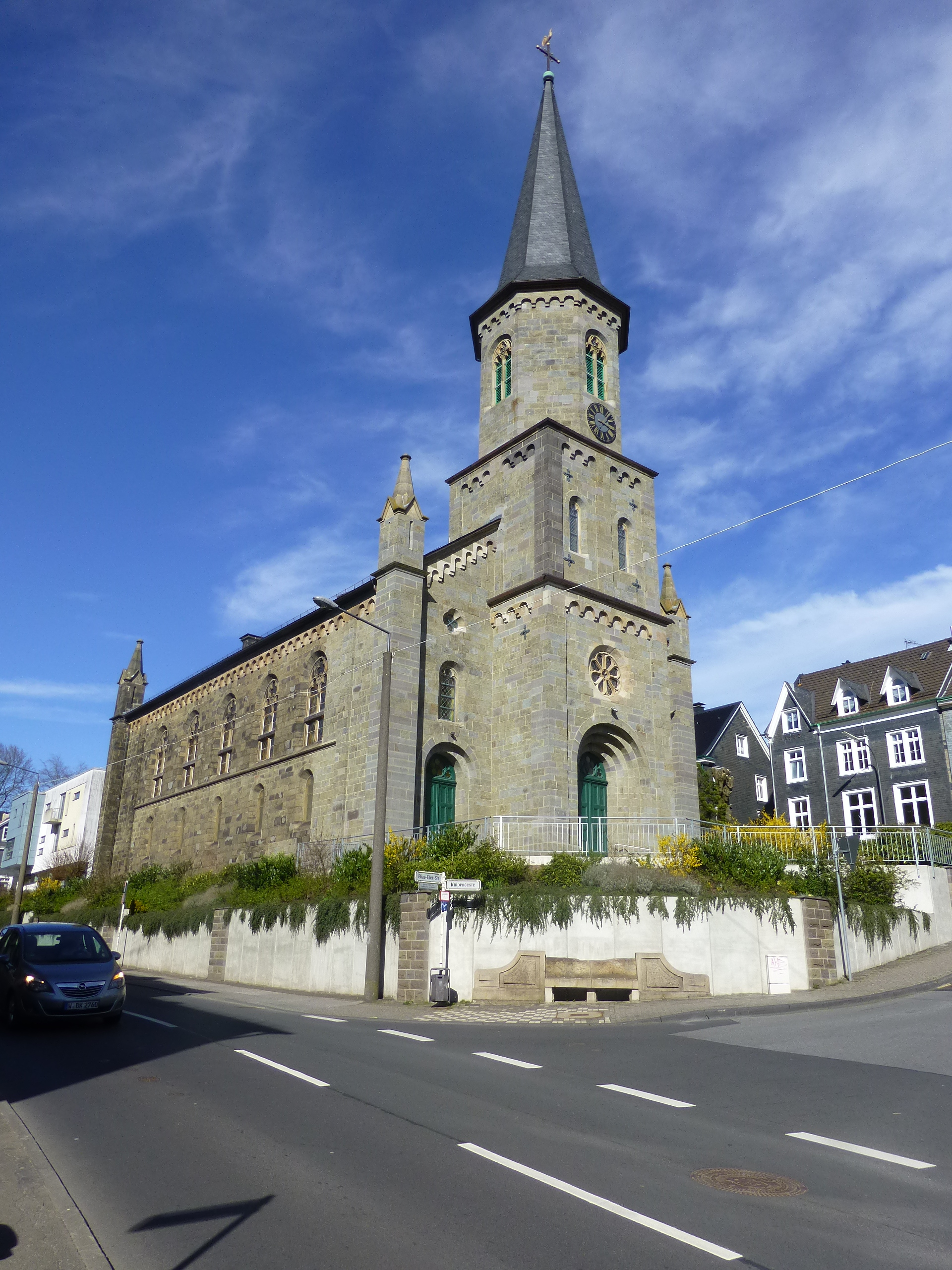
Reformierte Kirche

Die Reformierte Kirche in der Elias-Eller-Straße wurde 1858 als zweitälteste Kirche Ronsdorfs eingeweiht. An ihrer Stelle stand zuvor die von Stadtbegründer Elias Eller gegründete Kirche. Das Reformierte Pastorat Ronsdorf mit dem direkt danebengelegenen ehemaligen Gemeindehaus, die alte Reformierte Schule Ronsdorf nördlich der Kirche, die historische Schwengelpumpe an der Mauer zum Kirchhof sowie weitere erhaltene Gebäude in unmittelbarer Nähe bilden eine historische Einheit und stehen heute unter Denkmalschutz. Hierzu gehört auch das Waterhüsken in der Kniprodestraße, nahe der Reformierten Kirche, das heute die örtliche Gruppe des CVJM beherbergt.

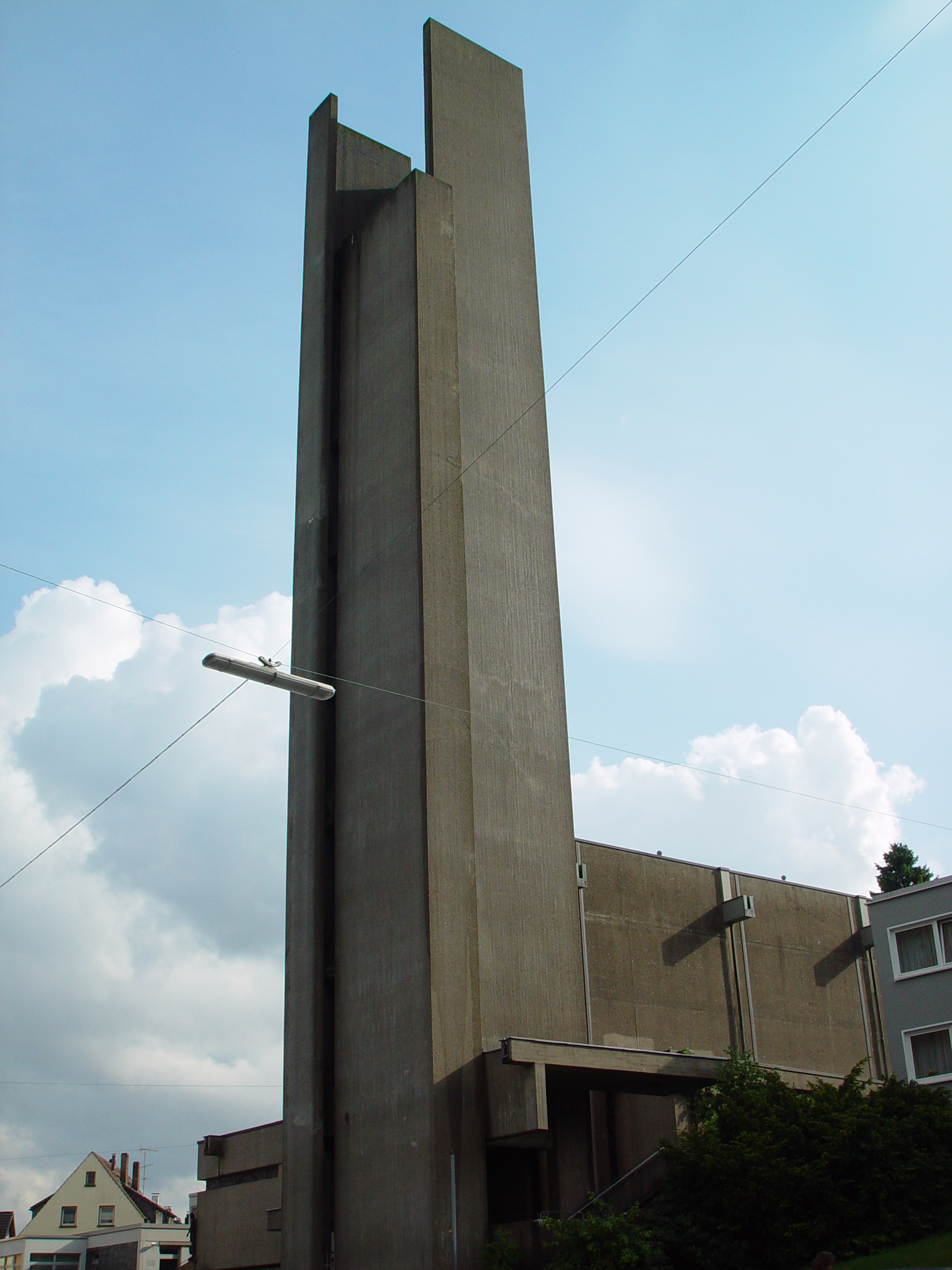
St. Joseph

Die katholische St. Joseph-Kirche, Remscheider Straße, besteht aus einem Betonbau aus den 1960er Jahren und einem einzeln stehenden Glockenturm.
Das Gebäude der Rektoratsschule an der Scheidtstraße beherbergte seinerzeit die Höhere Schule der Stadt, und heute das Jugend- und Kulturzentrum Ronsdorf. In der ehemaligen Volksschule Heidt, Dörpfeldstraße, unterrichtete von Mai bis Dezember 1848 der Pädagoge Friedrich Wilhelm Dörpfeld.
Der Steigerturm der Freiwilligen Feuerwehr Ronsdorf an der Talsperrenstraße wurde 1892 als Übungsturm für Sprung- und Anleiterübungen sowie zur Trocknung und Lagerung von Schläuchen gebaut.
Der Bahnhof Wuppertal-Ronsdorf, ein ehemals architektonisch reizvolles Gebäude an der Nibelungenstraße, liegt an der Bahnstrecke Wuppertal-Oberbarmen–Opladen und wurde nach seiner Zerstörung im Zweiten Weltkrieg durch einen Zweckbau ersetzt. Der Bahnhof wurde im Jahr 2006 umfassend modernisiert und behindertengerecht umgebaut.
Mit dem Streckendenkmal Ronsdorf-Müngstener-Eisenbahn, Am Stadtbahnhof, wurde etwa an der Stelle des früheren Ronsdorfer Stadtbahnhofs am 25. März 2006 mit der Einweihung des Denkmals an die hier ehemals verkehrende Ronsdorf-Müngstener-Eisenbahn erinnert. Das Denkmal besteht aus einem Gleisstück in Meterspurweite sowie einer Achse. Eine Schautafel zeigt neben historischen Bildern und dem Streckenverlauf eine Übersicht über die wichtigsten geschichtlichen Daten dieser stillgelegten Bahnstrecke.

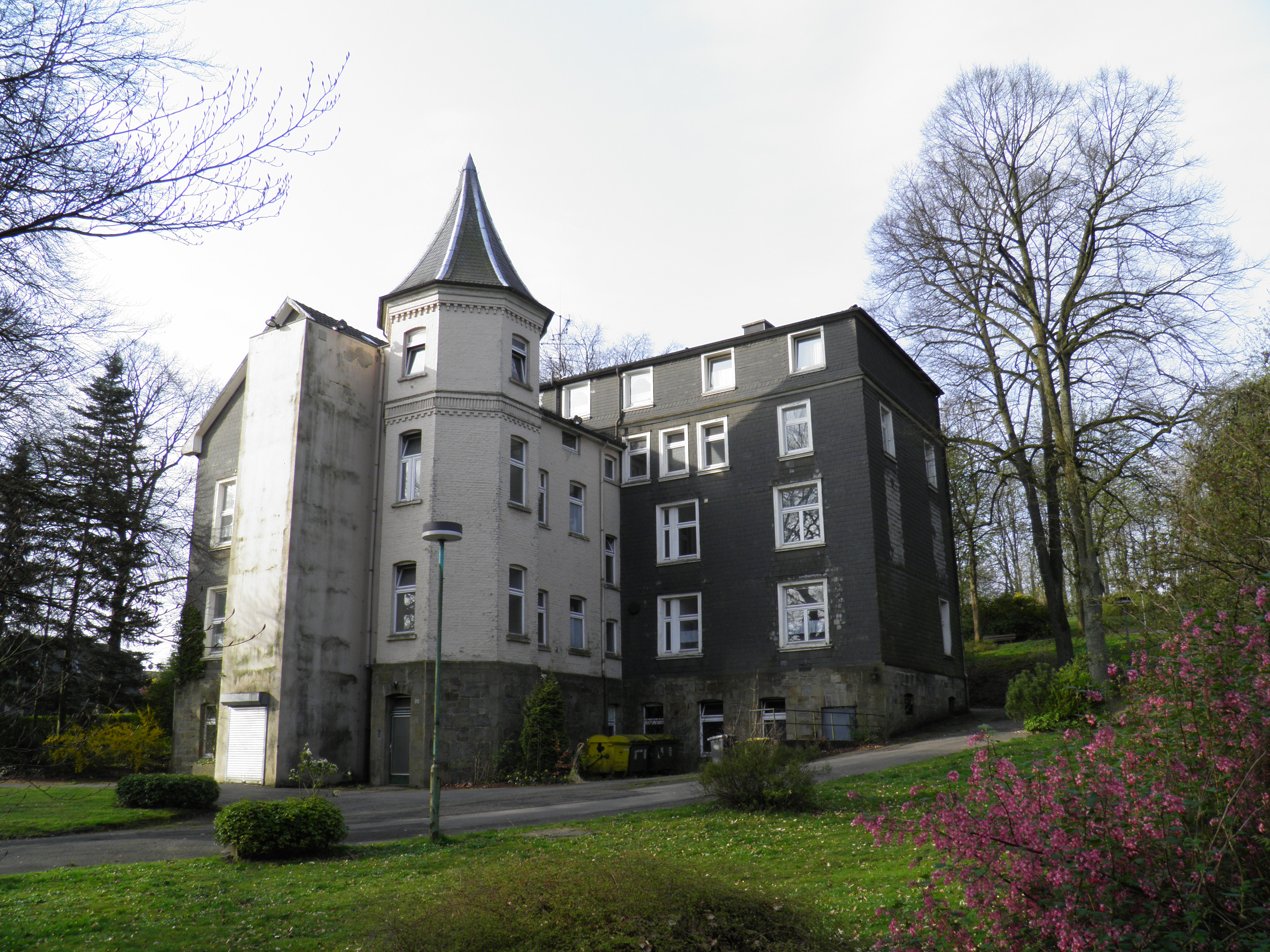
Ehemaliges Ronsdorfer Krankenhaus

Im Jahre 1873 beschloss der Rat der Stadt Ronsdorf den Bau eines städtischen Krankenhauses, das am 1. November 1875 als Ronsdorfer Krankenhaus mit 10 Patientenbetten in der Staubenthaler Straße eröffnet wurde. Am 30. Juni 1978 wurde das sich mittlerweile in der Trägerschaft der Stadt Wuppertal befindliche Krankenhaus geschlossen. Nach einer längeren Umbauphase wurde im März 1981 in dem Gebäude ein ambulantes Dialysezentrum in Betrieb genommen, das inzwischen wieder geschlossen wurde. Das im Stil eines Schlösschens in Mauerbauweise errichtete und teilweise verschieferte Gebäude mit angebauten Turm stand danach leer und wurde im September 2016 abgerissen. An gleicher Stelle wurde durch die Stadt Wuppertal eine mehrgruppige Kindertagesstätte errichtet.

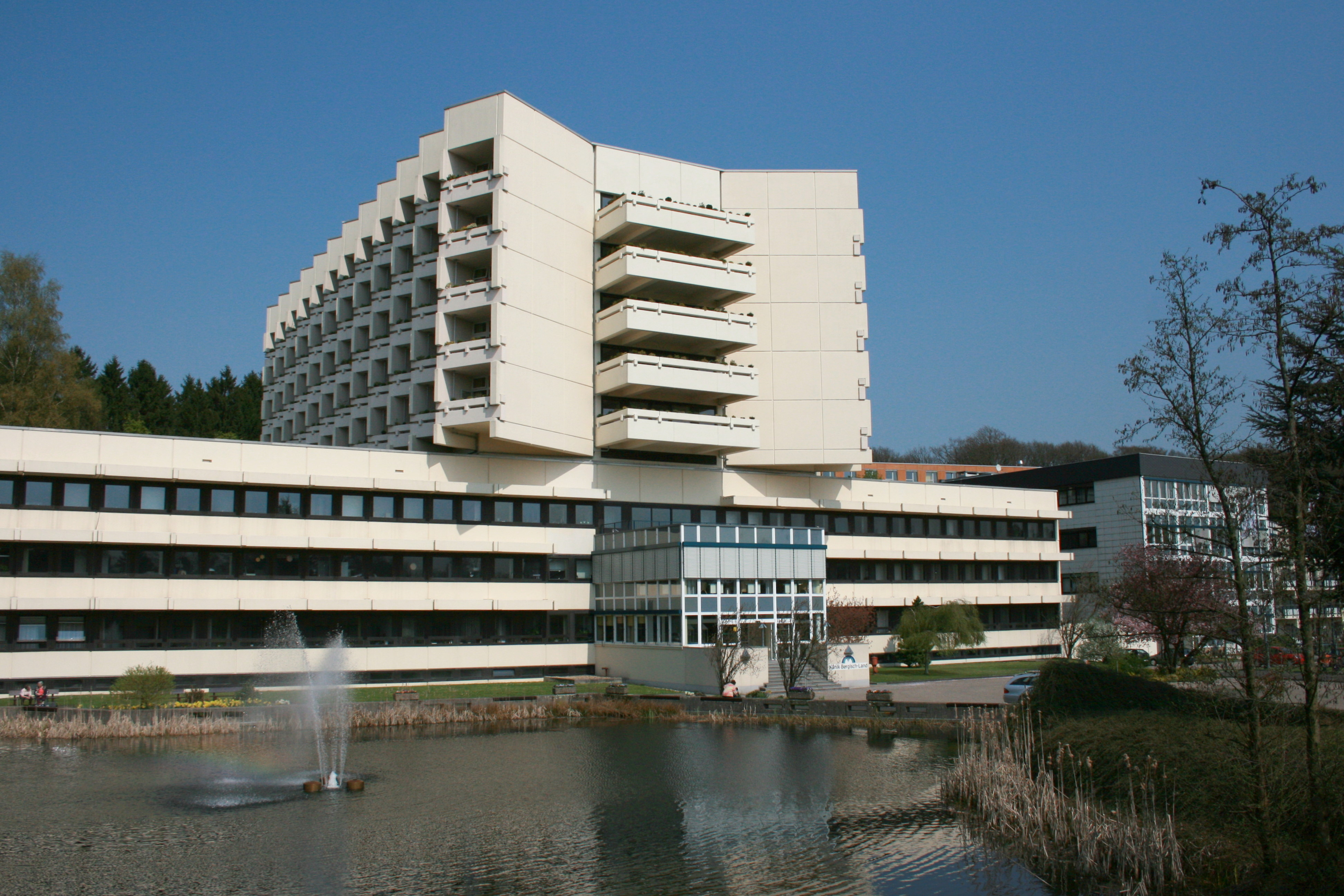
Klinik Bergisch-Land

Die Klinik Bergisch-Land, Im Saalscheid gelegen, war ehemals eine Lungenheilstätte. Sie beherbergt heute eine Reha-Einrichtung der Helios-Kliniken für an Tumoren erkrankte Personen sowie die bit GmbH, die hier in Zusammenarbeit mit der Deutschen Rentenversicherung die Eingliederung von derzeit arbeitsunfähigen Menschen in den Berufsprozess fördert.

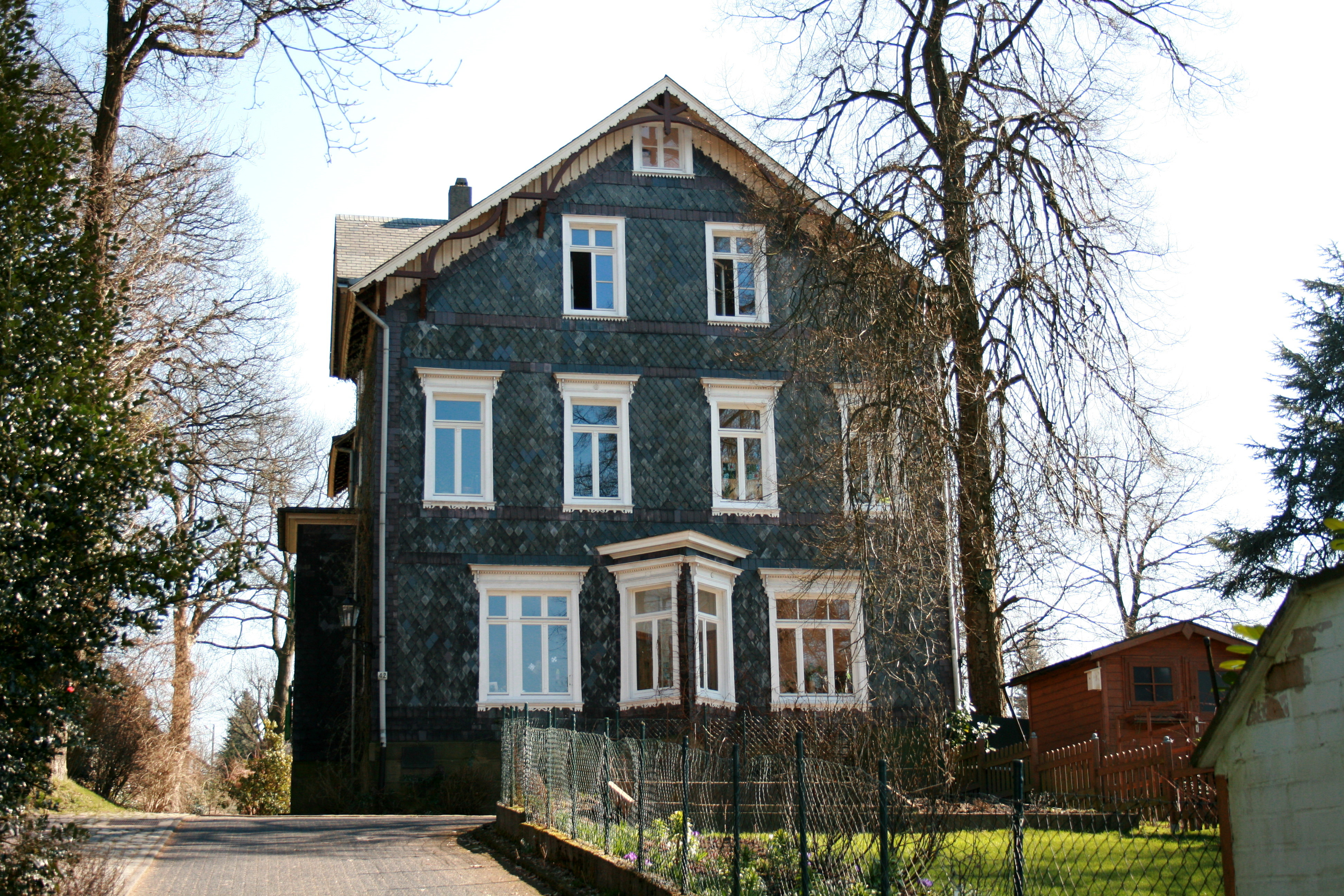
Villa Carnap

Die Villa Carnap in der Straße In der Krim ist das Geburtshaus des Philosophen Rudolf Carnap und liegt nahe an den Ronsdorfer Anlagen. Im oberen, nördlichen Teil der Breiten Straße im Wohnquartier Ronsdorf-Mitte/Nord befinden sich zahlreiche historische verschieferte Fachwerkhäuser. Diese Wohnhäuser überstanden die Luftangriffe im Zweiten Weltkrieg unbeschadet und bilden ein Beispiel für das historische Ortsbild von Ronsdorf. Die meisten dieser Häuser stehen unter Denkmalschutz. Weitere denkmalgeschützte Bauwerke in Ronsdorf sind unter anderem die Siedlung Reinshagen, die Siedlung Schenkstraße, das ehemalige Spritzenhaus am Heidt 14, sowie der Kottsiepen 32/34.

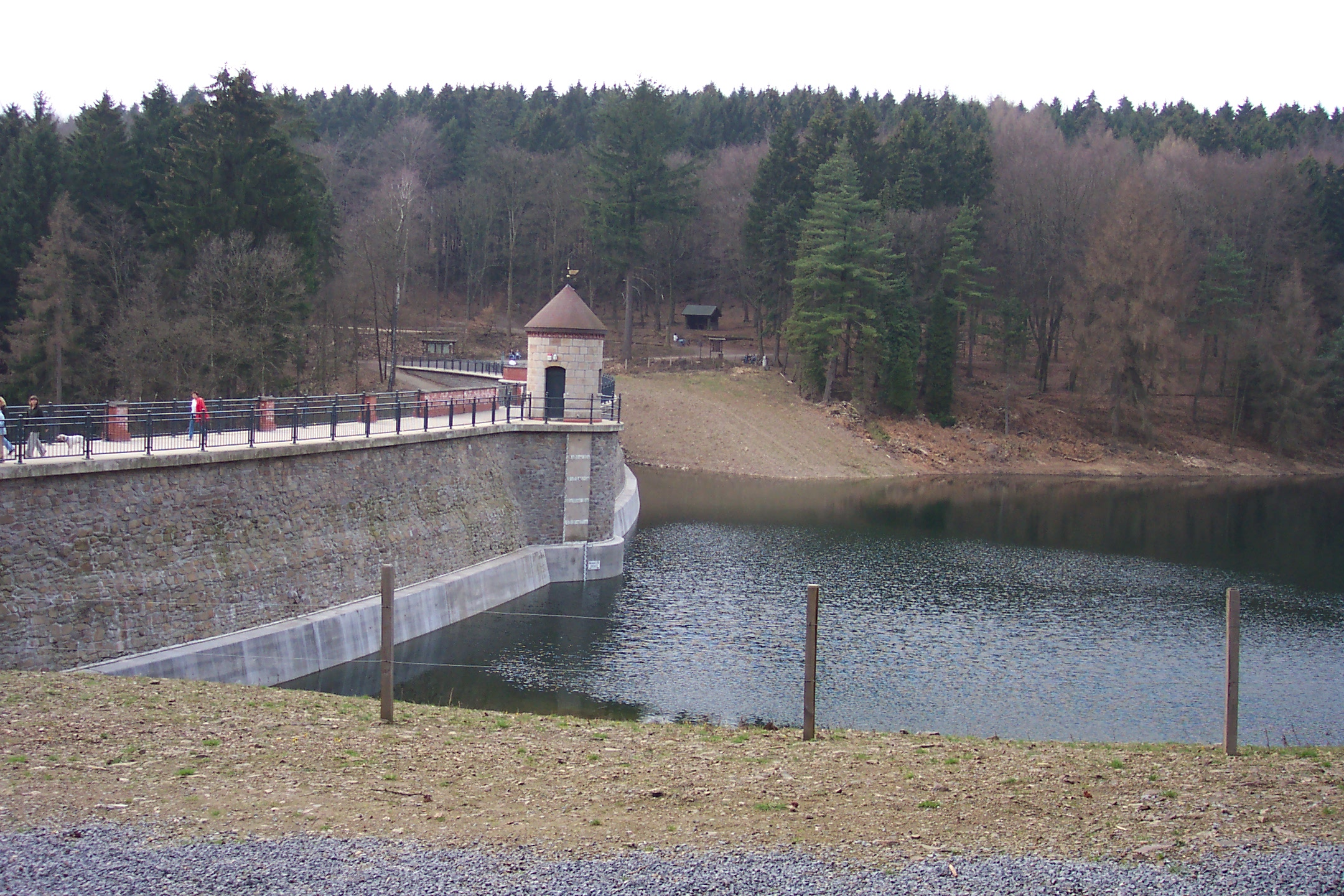
Ronsdorfer Talsperre

Die Talsperre wurde in den Jahren 1898 bis 1899 im Waldgebiet am Rande des historischen Gelpetales errichtet. 2004 wurde die Talsperrenmauer nach ihrer Sanierung wieder eröffnet.
Zur stationären Versorgung älterer und pflegebedürftiger Mitbürger gibt es in Ronsdorf zwei Alten- und Pflegeheime in konfessioneller Trägerschaft.
Die Ronsdorfer Abteilung der Naturfreunde bietet im Naturfreundehaus an der Luhnsfelder Höhe Übernachtungsmöglichkeiten an.
Auf dem ehemaligen Standortübungsplatz nahe der Ortschaft Erbschlö (nördlich der Landesstraße 419) wurde die Justizvollzugsanstalt Wuppertal-Ronsdorf des Landes Nordrhein-Westfalen errichtet, deren Planung hier auch den Bau einer neuen Unterkunft für die Bereitschaftspolizei, der Justizvollzugsschule und der Landesfinanzschule beinhaltet.

### Plätze, Parks und Waldgebiete
Der Bandwirkerplatz ist eine Marktwiese im Zentrum von Ronsdorf und liegt zwischen dem kleinen Marktplatz und dem Verwaltungsgebäude. Im Stadtpark, Am Grünen Streifen, befindet sich ein Denkmal für die Gefallenen des Ersten Weltkriegs. Eine vom Heimat- und Bürgerverein gestiftete Bronzetafel wurde auf einem gegenüberliegenden Stein angebracht. Ein weiterer Gedenkstein mit der Aufschrift „Nie wieder Krieg“ wurde von Mitgliedern einer Friedensinitiative in Anlehnung an Käthe Kollwitz und Ernst Barlach aufgestellt. Im Juni 2005 wurde der Lauf des Leyerbach im Bereich Ascheweg/Kniprodestraße/Am Stadtbahnhof wieder an die Oberfläche verlegt. Seither durchläuft er neben Ruhezonen mit Parkbänken und Spielgeräten auch eine belebte Einkaufsstraße, wo er als Stadtbach bekannt ist.
Im Nordosten, schon außerhalb der Ortsgrenze, liegt der Staatsforst Marscheider Wald nahe der Ortschaft Linde, ein ausgedehntes Waldgebiet, das insbesondere von Wanderern und Joggern genutzt wird. Die Ronsdorfer Anlagen im Norden Ronsdorfs gehören zum Ronsdorfer Verschönerungsverein und bestehen aus einem etwa 20 ha großen parkähnlichen Waldgelände mit einer Wegelänge von fast sieben Kilometern. Der Park ist bei Spaziergängern beliebt. Das Naherholungsgebiet Scharpenacken liegt ebenfalls im Norden des Stadtteils, nahe Lichtscheid. Das Gelände beherbergte zuvor einen ehemaligen Standortübungsplatz, und liegt zur Hälfte auf Barmer Gebiet. Der Freiraum, der durch weitläufige Wald- und Freiflächen mit unverbauten Aussichten geprägt ist, steht unter Landschaftsschutz und beherbergt einige wertvolle Biotope. Darunter zählen unter anderem der Schmalenhofer Bach als naturnaher Mittelgebirgsbach, die größten Magerwiesen des Niederbergischen Landes und einige kleine artenreiche Feuchtbiotope auf einem ehemaligen Langwaffenschießstand bei Erbschlö. Der Scharpenacken ist unter anderem bei Wanderern, Joggern und Drachensteigern beliebt. Das Team Wuppertal der Sielmanns Natur-Ranger bemüht sich seit 2004 intensiv um eine nachhaltige Entwicklung des Freiraumes als „Natur-Erlebnisgebiet“, genannt „Wuppertaler Naturerbe Scharpenacker Bäche“. Westlich von Ronsdorf bildet dieser Wald an der Grenze zu Cronenberg der Talsperrenwald, ein Naturschutzgebiet und Naherholungsgebiet, mit Zielen wie der Ronsdorfer Talsperre, dem Saalbach und der Gelpe. In einigen Tälern sind noch Überreste von Hammerwerken und Schleifkotten wie beispielsweise die der Hundsschüppe vorhanden. In dem parkähnlichen Gelände um die Klinik Bergisch-Land, das auf Wanderwegen nahtlos in den Talsperrenwald übergeht, befindet sich ein Löschwasserteich mit einer Edelstahlplastik des Bildhauers Will Brüll.
Ronsdorf verfügt neben den drei konfessionellen Friedhöfen über einen Kommunalfriedhof der Stadt Wuppertal.

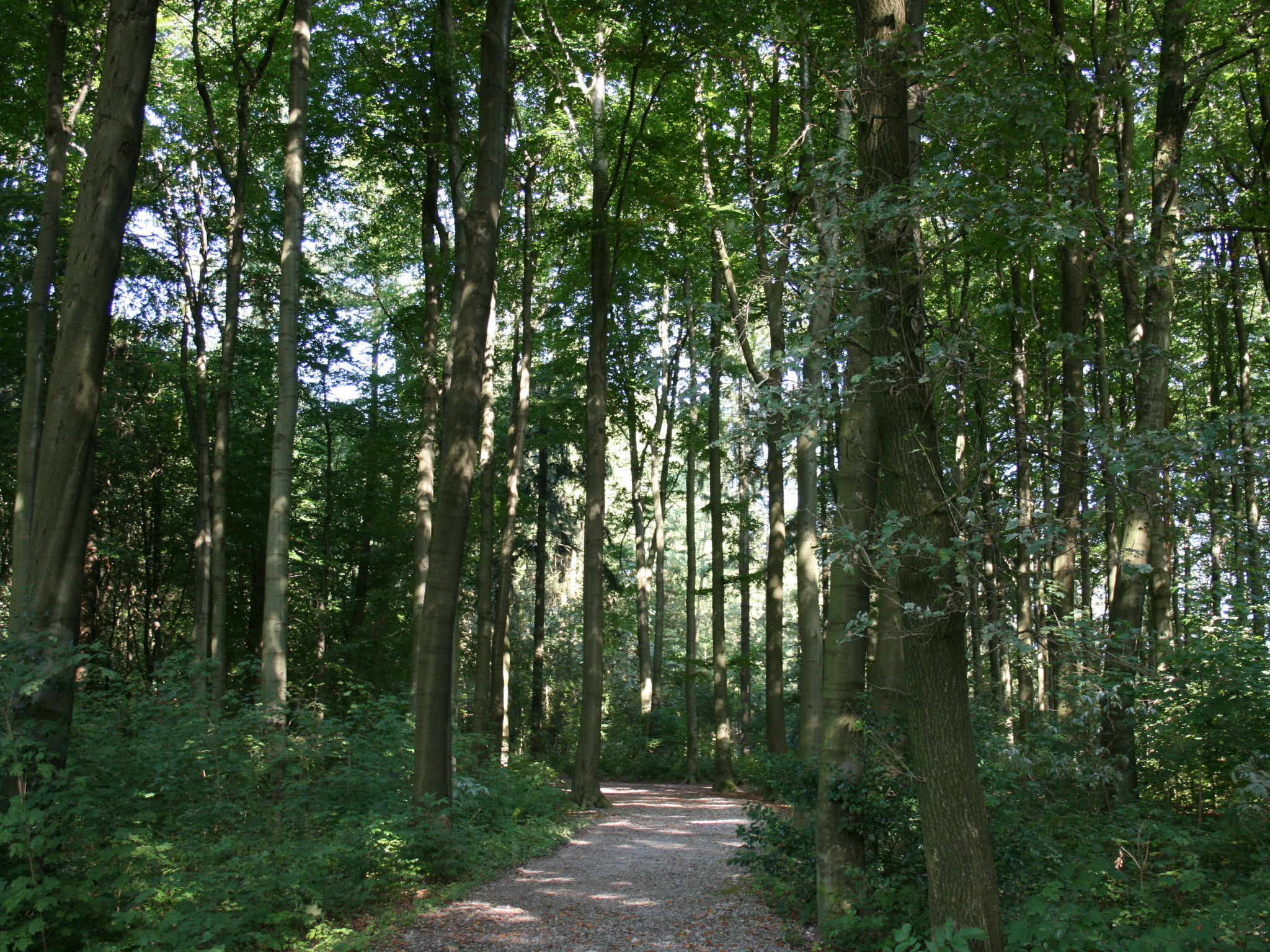
Waldweg in den Ronsdorfer Anlagen
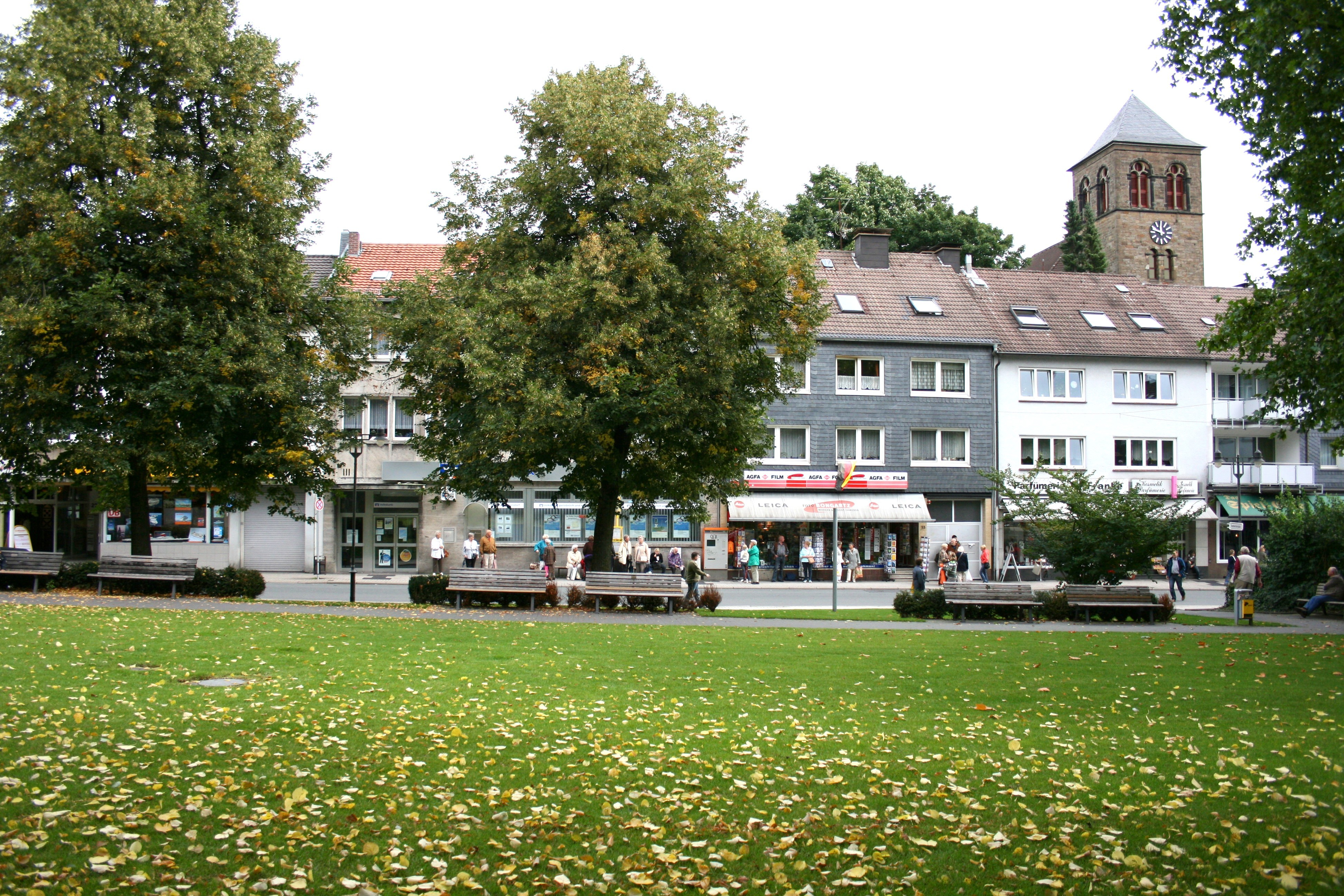
Teil des Bandwirkerplatz
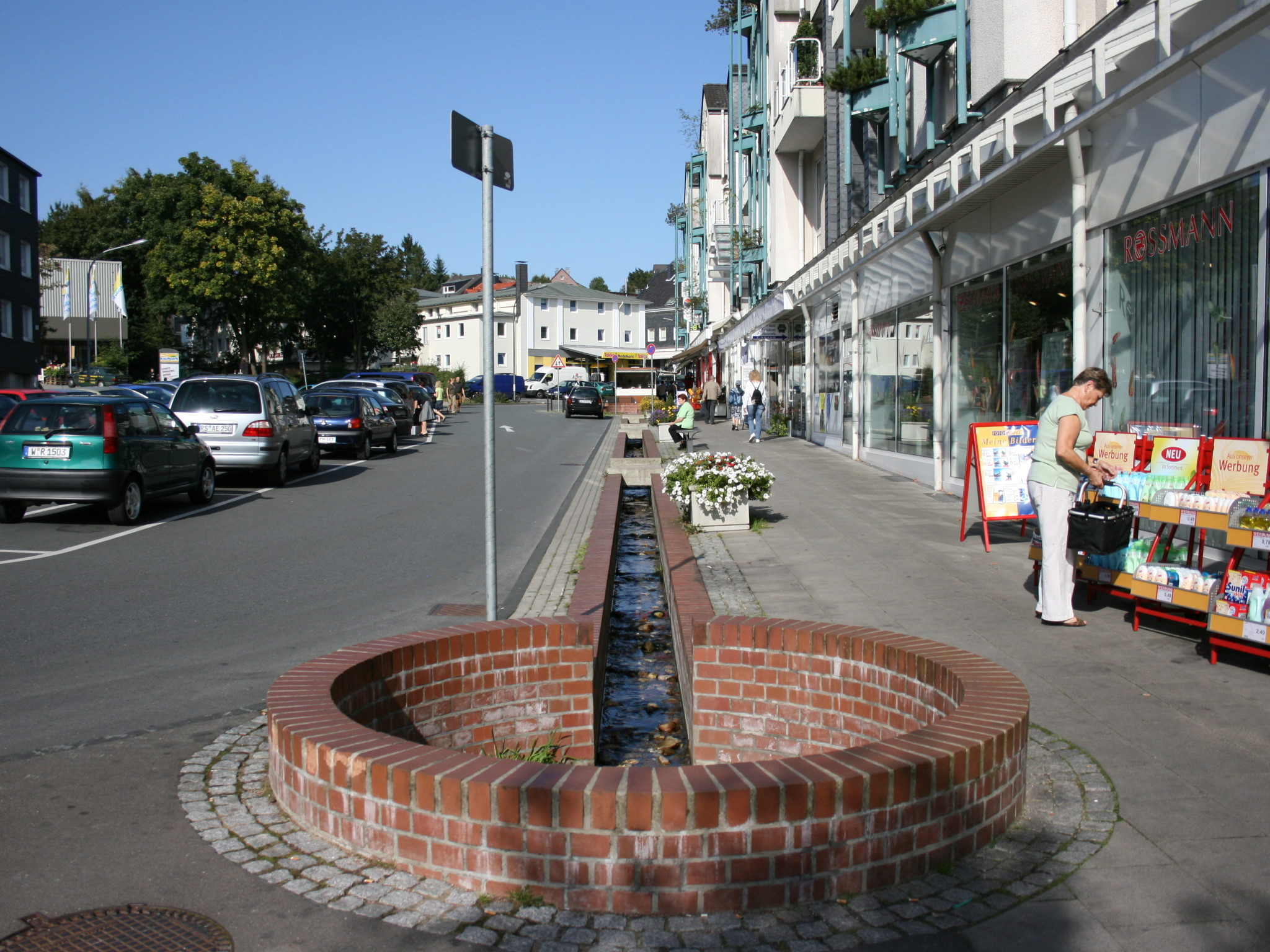
Leyerbach
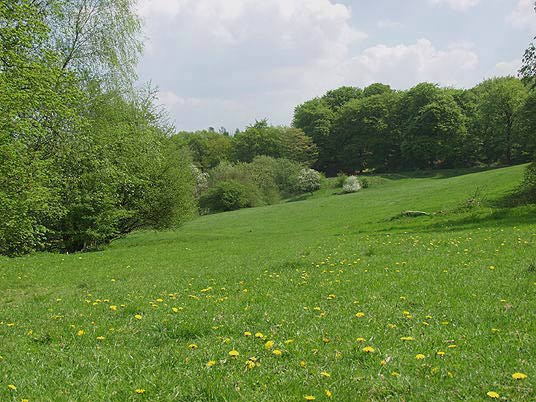
Schmalenhofer Bachtal im Scharpenacken

### Feuerwehr

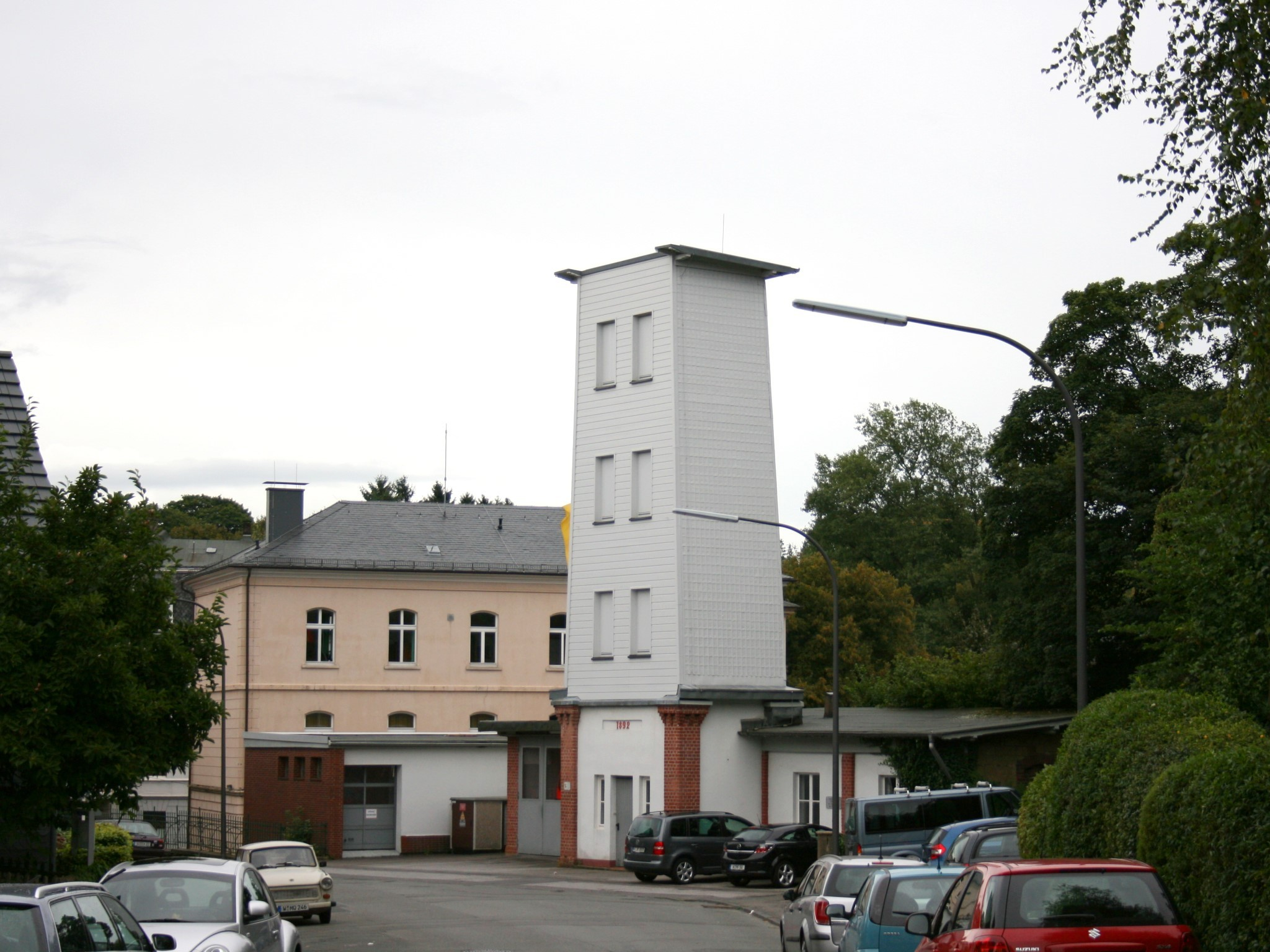
Steigerturm der Feuerwehr

Die zwei Löschzüge der Freiwilligen Feuerwehr im Stadtbezirk Ronsdorf gehören organisatorisch zur Feuerwehr Wuppertal. Der Löschzug 14 (LZ 14) an der Remscheider Straße 50 verfügt über eine zweite, angrenzende Fahrzeughalle in der Talsperrenstraße neben dem Steigerturm. Der Löschzug Linde (LZ 15) benutzt seit einigen Jahren eine neue und den heutigen Anforderungen entsprechende Fahrzeughalle in der Ortslage Linde, Adresse: Jägerhaus 112, und kommt bei Bedarf auch auf der benachbarten Bundesautobahn 1 zum Einsatz. Die traditionelle Feuerwehr Heidt im Weiler Heidt ist mit einer Handdruckspritze ausgerüstet.

### Energie
In Ronsdorf befinden sich ein altes und ein neues Umspannwerk, die beide über die weltweit erste 220-kV-Hochspannungsleitung von Ronsdorf nach Letmathe mit einem Umspannwerk in Genna verbunden sind.

## Kultur

### Schulen
In Ronsdorf werden nach der Schließung der konfessionellen Grundschule in ehemals (römisch-katholischer) Trägerschaft und der organisatorischen Zusammenlegung zweier weiterer derzeit drei Grundschulen an (noch) vier Standorten unterhalten. Das örtliche Gymnasium wurde am 6. Dezember 1852 gegründet und war seit 1930 eine Zweigstelle des damaligen Gymnasiums Siegesstraße, des jetzigen Gymnasiums Johannes Rau in Wuppertal-Barmen. Seit 1901 war sie im Gebäude der Rektoratsschule Ronsdorf untergebracht. Sie wurde 1982/83 in das leerstehende Gebäude der ehemaligen Hauptschule „Im Vogelsholz“ verlagert. 2001 erfolgte der Umzug der Zweigstelle in Modulbauten „An der Blutfinke“. 2008 wurde die Ronsdorfer Zweigstelle geschlossen.
Am 1. August 1979 wurde die Gesamtschule Ronsdorf als erste ihrer Art in Wuppertal eröffnet; sie ist heute die einzige verbliebene Weiterführende Schule im Stadtbezirk. 1997 wurde die Schule einer kontrovers geführten Diskussion folgend nach dem Dichter und Schriftsteller Erich Fried in Erich-Fried-Gesamtschule umbenannt.

### Religionen und Weltanschauungsorganisationen
In Ronsdorf, dessen Stadtgründung pietistisch geprägt war, gibt es noch heute zahlreiche christliche und weltanschauliche Bekenntnisgemeinschaften.
- Christentum
  - die evangelische Gemeinde Ronsdorf (in lutherischer Tradition) mit der Lutherkirche (Ronsdorf) als „Hauptkirche“ in der Bandwirkerstraße und zwei weiteren Andachtsstätten.
  - die römisch-katholische Kirchengemeinde Ronsdorf mit der Kirche St. Joseph (Ronsdorf) in der Remscheider Straße.
  - die evangelisch-reformierte Kirchengemeinde Ronsdorf mit der reformierten Kirche Ronsdorf zwischen der Elias-Eller Straße und der Kurfürstenstraße.
  - die Freie evangelische Gemeinde Wuppertal-Ronsdorf mit dem Gemeindezentrum in der Bandwirkerstraße
  - die Neuapostolische Kirche in der Geranienstraße in Ronsdorf wurde am 25. September 2016 geschlossen[17]
  - die Geschlossene Brüdergemeinde in der Schenkstraße
- Islam

Der Islam gewinnt mehr an Bedeutung, allerdings besteht keine Moschee.
- Judentum

Nach der Deportierung, Vertreibung und Ermordung der jüdischen Einwohner während der Zeit des Nationalsozialismus ist das jüdische Leben in Ronsdorf bis heute fast völlig zum Erliegen gekommen.
- Atheismus / Agnostizismus

Neben den Religionsgemeinschaften gibt es in Ronsdorf eine Ortsgemeinschaft der „Freidenker Wuppertal e. V.“.

### Sport
- Schwimmbad

Am 15. Mai 1885 wurde die Badeanstalt (Schwimmhalle) in Ronsdorf eröffnet, die seit 1883 geplant war und von einer Aktiengesellschaft Ronsdorfer Bürger finanziert wurde. Das Bad wurde 1892 von der Stadt Ronsdorf übernommen, hat den Luftangriff auf Barmen und Ronsdorf einigermaßen unbeschädigt überstanden. Das alte und mittlerweile in die Jahre gekommene Gebäude war teilweise aus Holz errichtet und besaß Ecktürmchen. Es entsprach aber in den 1960er Jahren nicht mehr den Anforderungen, zum Beispiel die Abmessungen des Schwimmbeckens nicht den Normen für sportliche Wettkämpfe und die Umkleidekabinen waren auch nicht mehr zeitgemäß.

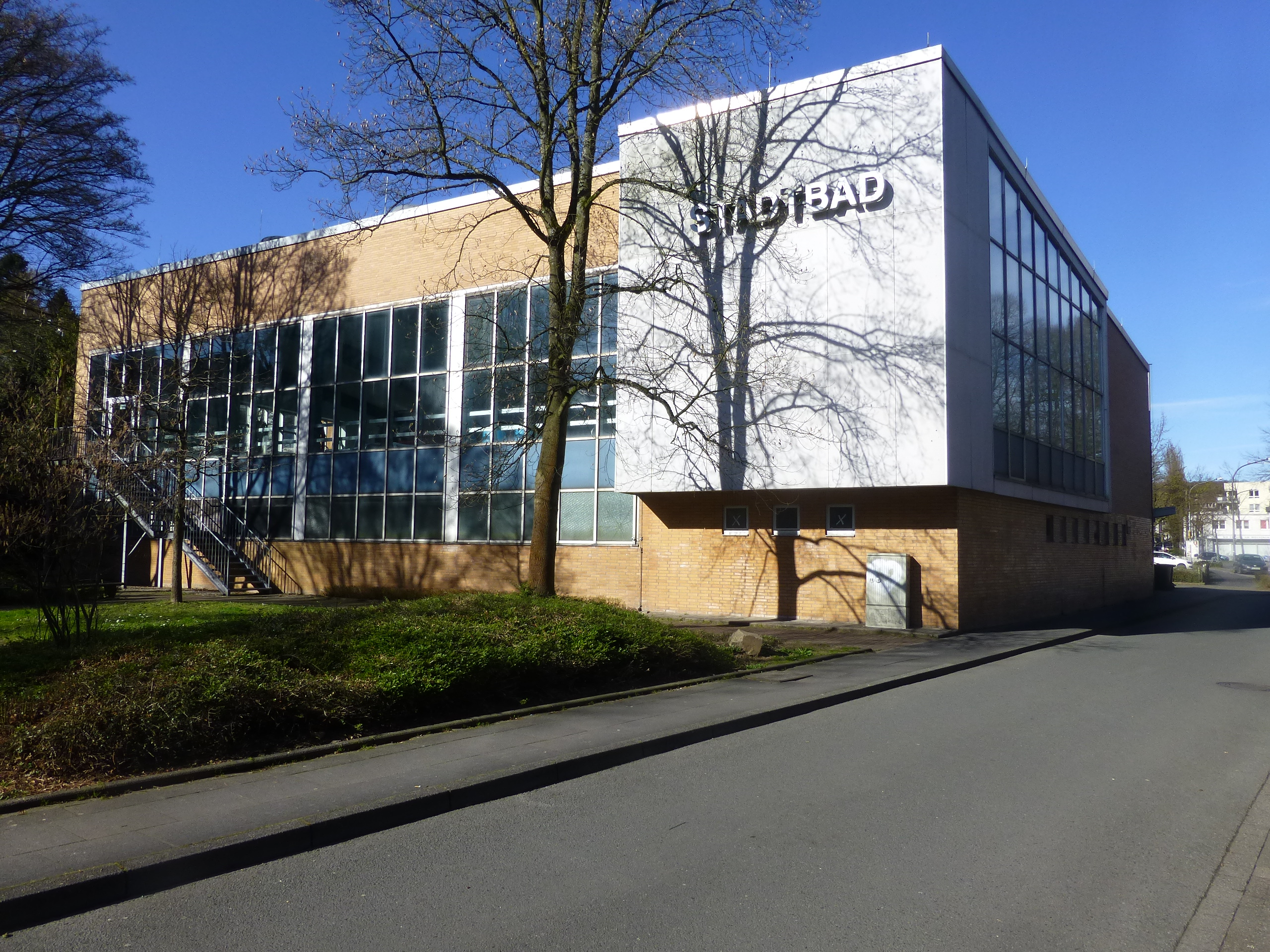
Stadtbad

Daher wurde es 1965 abgerissen und am 30. September 1967, nur wenige Meter entfernt, das heutige Stadtbad eröffnet. Es handelt sich hierbei um einen zweckmäßigen Bau mit einem 25 × 10 Meter großen kombinierten Schwimmer- und Nichtschwimmerbecken mit einem Sprungbrett. Es sollte 2011, spätestens Anfang 2012 aufgrund der desolaten Haushaltslage der Stadt Wuppertal geschlossen werden. Einem am 28. Oktober 2010 gegründeten privaten Förderverein ist es inzwischen gelungen, es als Bürgerbad weiter zu betreiben. Es wurde am 1. März 2011 von der neu gegründeten „BaRon Betriebs-UG“ übernommen und in „Bandwirkerbad“ (anstelle von „Stadtbad“) umbenannt. Die Stadt Wuppertal trug noch bis zum Ende des Jahres 2011 die laufenden Betriebskosten, ausgenommen die Personalkosten. Seit diesem Zeitpunkt wird das Bad nur noch durch Eintrittsgelder, Nutzungsbeiträge und private Zuwendungen unterhalten.
- Sportplätze

Der TSV 05 Ronsdorf besitzt einen Kunstrasenplatz auf seiner vereinseigenen Sportanlage, der Waldkampfbahn. Seit 2004 erhielt der TSV 05 Ronsdorf organisierte Unterstützung von den Supporters-Ronsdorf, die sich aber zu Beginn der Saison 2007/08 auf Grund von Differenzen innerhalb der Supporters Ronsdorf auflösten.
Der SV Jägerhaus Linde besitzt mittlerweile ein ansehnliches Vereinsheim mit einer Sport-/Gymnastikhalle. Der unmittelbar benachbarte Fußballplatz erhielt im Herbst 2010 einen Kunstrasenbelag.
- Turnhallen

Es gibt an fünf Standorten in Ronsdorf Turnhallen (einschließlich der Sporthalle Linde). Die Anlage an der Erich-Fried-Gesamtschule mit drei abtrennbaren Einzelspielfeldern kann bei Veranstaltungen als Großsportfläche genutzt werden. Hierfür gibt es eine ausfahrbare Zuschauertribüne und eine Anzeigetafel. Unmittelbar hieran wurden später zwei weitere Einzelsporthallen angebaut.
- Basketball

In Ronsdorf hat die Basketballabteilung DT Ronsdorf Baskets ihren Platz und ist mit einigen Jugendmannschaften vertreten.

### Medien
In Ronsdorf erscheinen zwei kostenlose Wochenzeitungen, die Ronsdorfer Wochenschau und das Sonntagsblatt regional. Zudem berichten die anderen lokalen Medien über den Stadtteil.
Die erste Zeitung in Ronsdorf erschien ab 1868 und ging 1869 in die Ronsdorfer Zeitung über, die später zur Tageszeitung wurde. Die Ronsdorfer Zeitung konnte bis 1941 erscheinen, ihr letzter Chefredakteur war Engelbert Wüster. Bei den Luftangriffen auf Wuppertal brannte das Verlagsgebäude am 30. Mai 1943 aus. Zwischen 1973 und 1982 erschien alle zwei Monate eine gleichnamige, selbst kurz RoZ genannte, linksalternative „Bürgerzeitung“. Durch Anzeigen und Spenden konnte sie als Gratiszeitung verteilt werden. Drei Mitwirkende wechselten danach zu den Wupper Nachrichten.
Die Ronsdorfer Wochenschau erscheint seit 1950, zunächst als Wochenspiegel vom Ronsdorfer Bezirksausschuss. Nach einer Beschwerde des Spiegels änderte die Wochenzeitung 1951 ihren Namen. Bis 2003 wandelte sie sich in ein Anzeigenblatt. Das Sonntagsblatt startete 1996 und wird auch in Lüttringhausen und angrenzenden Wuppertaler Stadtteilen verteilt.

### Musik
- Das von Kalle Waldinger 1985 gegründete Ronsdorfer Rockprojekt fördert Bands und Einzelkünstler in Wuppertal und Umgebung und richtet alljährlich das Schüler-Rock-Festival aus.
- Hieraus ging die Schülerband Pünktchen Pünktchen hervor, die später zur Die Pop/Rock-Band Pilos Puntos wurde.
- Die Thrash-Metal-Band Contradiction, deren Mitglieder aus Ronsdorf stammen, wurde im Stadtteil gegründet.
- In Ronsdorf wohnt an der Linde der Konzertsänger und „Bergische Bariton“ Günter Lesche.

### Veranstaltungen

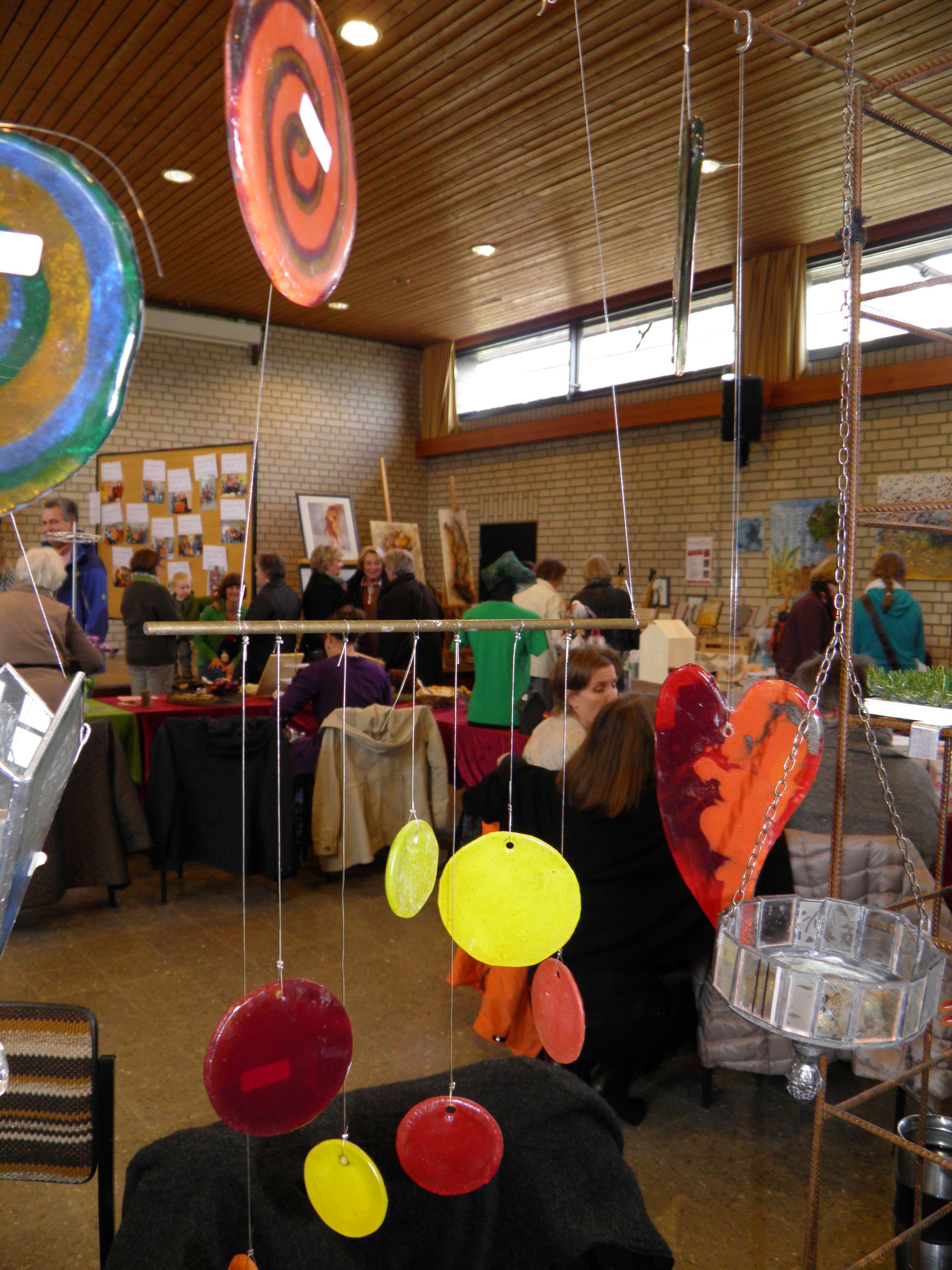
Kunstrausch

- Alle zwei Jahre (in ungeraden Jahren) findet der Ronsdorfer Liefersack statt, ein Volksfest in der Innenstadt, das von örtlichen Vereinen und Institutionen organisiert * und durchgeführt wird und dessen Erlös hauptsächlich gemeinnützigen Zwecken zugutekommt.
- In den geraden Jahren findet in der Innenstadt „das Ronsdorfer Bürgerfest“ statt, ein Volksfest mit Kirmescharakter.
- Eine lange Tradition hat die Holthauser Kirmes (ehem. Bienenkirmes)
- Seit 1967 hat der Ronsdorfer Weihnachtsmarkt auf dem Bandwirkerplatz Tradition.
- Die LIT.ronsdorf, eine seit 2007 jährlich im Herbst stattfindende Literatur- und Kunstveranstaltungsreihe, wird seit 2014 von einem Arbeitskreis des Heimat- und Bürgervereins verantwortet.
- Seit 2005 findet jährlich im Frühjahr – neuerdings auf dem Gelände der Evangelischen Gemeinde Ronsdorf in der Bandwirkerstraße – der Ronsdorfer „Kunstrausch“ statt. Ideenreiche Künstler und Kunsthandwerker aus dem bergischen Umfeld präsentieren sich hier.

### Brauchtum
Wurstlotten oder auch Eierlotten ist ein Brauchtum in Ronsdorf und den benachbarten Gemeinden. Das Spiel ist eine Variante des Bingo. Zur Grünkohlsaison werden so Mettwürstchen, in der Zeit vor Ostern Eier sowie in gelegentlichen Spielrunden auch andere Gewinne ausgelost. Für Einrichtungen wie Vereine der Gegend stellt es ein verbreitetes Instrument zur Mittelakquisition dar, und für seine Anhänger ist es ein beliebtes Freizeitvergnügen.

## Persönlichkeiten

### In Ronsdorf lebende Persönlichkeiten
- Friedrich Sack (1913–1991), Politiker (SPD)

### Söhne und Töchter des Stadtbezirkes
Eine chronologische Liste der Personen, die hier geboren wurden, lebten oder leben bzw. hier gewirkt haben.
- Elias Eller (1690–1750), Stadtgründer
- Anna Catharina vom Büchel (1698–1743), Prophetin, Zionitin und zweite Ehefrau von Elias Eller
- Johann Heinrich August Bleckmann (1826–1891), Unternehmer
- Gustav Adolf Scheidt (1827–1908), Unternehmer, Stifter und Ehrenbürger von Ronsdorf
- Adolf von Brüning (1837–1884), Chemiker und Industrieller
- Hulda Friederichs (1856/1857–1927), britische Journalistin
- August Staas (1859–1934), Bürgermeister
- Hans Uthemann (1866–1931), Schiffskommandant und Vizeadmiral im Ersten Weltkrieg
- Hugo Kaulen (1869–1954), Ballonfahrer
- Engelbert Wüster (1877–1944), Journalist und Heimatschriftsteller
- Adolf Gebhard (1887–1974), Kunstpädagoge, Maler und Grafiker
- Paul Wegmann (1889–1945), sozialistischer Politiker und Gewerkschafter
- Rudolf Carnap (1891–1970), Philosoph
- Abraham Meister (1901–1990), evangelischer Theologe, Bibellehrer und Bibelübersetzer
- Eugen Schwebinghaus (1906–1944), Kommunist und Widerstandskämpfer
- Waltraud Blass (1920–2009), deutsche Kommunistin und Widerstandskämpferin
- Günter Konrad (1929–2020), Heimatforscher und Träger des Rheinlandtalers
- Rolf Dietrich Herzberg (* 1938), Rechtswissenschaftler, Hochschullehrer
- Kurt Schnöring (* 1939), Journalist, Buchautor und Heimatforscher
- Peter Strauch (* 1943), ehemaliger Präses des Bundes Freier evangelischer Gemeinden in Deutschland (BFeG)
- Peter Keller (1954–2014), Sporthistoriker, Sachbuchautor und Dbb-Funktionär
- Jörg Knör (* 1959), Komiker und Parodist
- Marco Goecke (* 1972), Choreograf und Ballettdirektor
- Iris Luckhaus (* 1973), Illustratorin und Designerin
- Tobias Zielony (* 1973), Fotograf
- Tanya Stewner (* 1974), Kinderbuch- und Romanautorin
- Gordon Geib (* 1983), Basketballspieler
- Patrick Reichel (* 1984), Schauspieler